# 릴리트

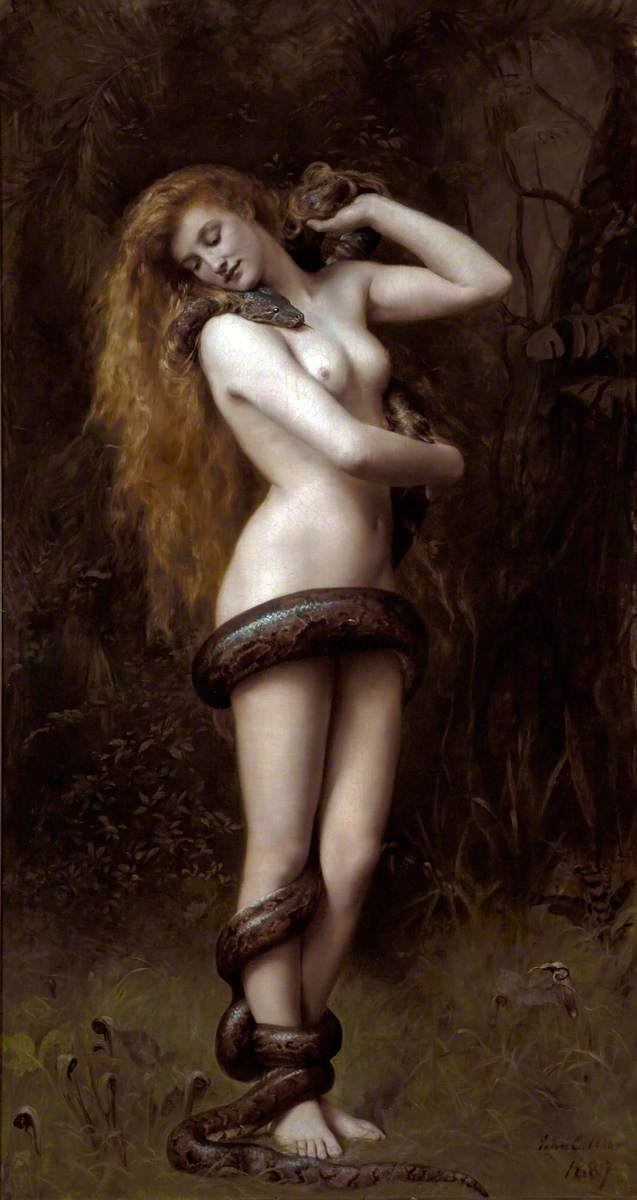
릴리트 (1887), 존 콜리어 작

릴리트(/ˈlɪlɪθ/; 히브리어: לִילִית Līlīṯ) 또는 릴리스, 릴리투는 메소포타미아 신화와 유대 신화에 등장하는 여성적 존재로, 아담의 첫 번째 아내이자 원초적인 여성 악마로 여겨진다. 릴리스는 아담에게 불복종하여 에덴 동산에서 "추방"되었다고 한다.
릴리스라는 이름이 유래한 원래 히브리어 단어는 성서 히브리어로 이사야서에 나오지만, 릴리스 그 자체는 어떤 성경 텍스트에도 언급되지 않는다. 고대 후기 만다야교 및 기원후 500년부터의 유대 자료에서 릴리스는 다양한 개념과 장소의 히스토리올라(짧은 신화적 이야기를 포함하는 주문)에 등장하며 그녀에 대한 부분적인 설명을 제공한다. 그녀는 바빌로니아 탈무드(에루빈 100b, 닛다 24b, 샤바트 151b, 바바 바트라 73a)와 아담과 하와와 사탄의 분쟁에서 아담의 첫 아내로, 조하르 § 레위기 19a에서는 "처음으로 남자와 동거한 뜨겁고 불 같은 여자"로 언급된다. 랍비 유대교의 많은 권위자들, 특히 마이모니데스와 메나헴 메이리는 릴리스의 존재를 부정한다.
릴리스라는 이름은 남성형 아카드어 lilû와 여성형 변형인 lilītu 및 ardat lilî와 관련 있는 것으로 보인다. '릴(lil-)' 어근은 이사야 34:14에 나오는 히브리어 lilit과 공유되는데, 이는 유디트 M. 블레어와 같은 현대 학자들에 의해 밤새로 여겨진다. 고대 메소포타미아 종교의 수메르, 아시리아, 바빌로니아 쐐기 문자 문헌에 따르면, 릴루는 아이를 낳기 전에 죽은 청소년들로 구성된 악마적 영혼의 한 부류이다. 많은 이들이 그녀를 메소포타미아의 악마 라마슈투와도 연결시켰는데, 라마슈투는 릴리스와 유사한 특성과 신화적 위치를 공유한다.
릴리스는 오늘날 문학, 대중문화, 서양 문화, 오컬트, 판타지, 공포물, 에로티카에서 계속해서 소재로 활용되고 있다.

## 역사
일부 유대 민속, 예를 들어 벤 시라의 알파벳(기원후 700–1000년경)에서 릴리스는 아담과 같은 시기에 같은 흙으로 창조된 아담의 첫 번째 아내로 등장한다. 릴리스의 전설은 중세에 아가다, 조하르, 유대 신비주의의 전통 속에서 광범위하게 발전했다. 예를 들어, 13세기 이삭 벤 야곱 하코헨의 글에 따르면, 릴리스는 아담에게 복종하기를 거부한 후 그를 떠났고, 대천사 사마엘과 관계를 맺은 후에는 에덴 동산으로 돌아가지 않았다.
이후 유대 자료에서 발견되는 릴리스에 대한 해석은 풍부하지만, 수메르, 아시리아, 바빌로니아의 이 악마 집단에 대한 관점은 거의 남아 있지 않다. 최근 학계에서는 유대어 lilith를 아카드어 lilītu와 연결하는 데 이전에 사용되었던 두 가지 자료, 즉 길가메시 부록과 아르슬란 타시 부적의 관련성에 대해 논쟁이 있다. (이 두 가지 문제적인 자료에 대한 논의는 아래 참조).
반면, 로웰 K. 핸디와 같은 일부 학자들은 릴리스가 메소포타미아 악마학에서 유래했음에도 불구하고, 자주 인용되는 자료, 즉 수메르 길가메시 단편과 아르슬란-타시의 수메르 주술문에서 히브리어 릴리스가 존재한다는 증거는 거의 없다고 주장한다.:174
히브리어 텍스트에서 용어 lilith 또는 lilit("밤의 피조물", "밤의 괴물", "밤의 마녀", 또는 "올빼미"로 번역됨)는 이사야서 34장에 나오는 동물 목록에서 처음 등장한다. 이사야 34장 14절의 릴리스 언급은 킹 제임스 성경과 새 국제판 성경과 같은 가장 일반적인 성경 번역본에는 나타나지 않는다. 주석가와 해석가들은 종종 릴리스를 밤의 위험한 악마로, 성적으로 방탕하고 어둠 속에서 아기를 훔치는 존재로 상상한다. 현재 학자들 사이에서는 합의가 이루어지지 않고 있으며, 일부는 동물적인 해석을 고수하고, 다른 일부는 34장 14절이 문자 그대로의 악마 또는 "릴리스"라는 명세에 속하는 악마의 범주를 언급한다고 주장한다. 역사적으로, 탈무드 본문에 나오는 특정 저명한 유대 랍비들은 릴리스와 같은 존재들을 두려워했으며, 일부는 너무나 심하게 두려워하여 남자들에게 혼자 집에서 자지 말라고 권고했는데, 이는 혼자 자는 자는 누구든지 "릴리스에게 붙잡힐 것"이기 때문이었다. 메소포타미아의 1세기에서 8세기에 걸친 유대 주문 그릇과 부적은 릴리스를 여성 악마로 식별하며 그녀의 첫 시각적 묘사를 제공한다. 이 부적들은 종종 상징적인 이혼 서류였으며, 집이나 가족을 괴롭힌다고 여겨지는 특정 릴리스를 물리치는 데 사용되었다.

## 어원
아카드어로 아시리아와 바빌로니아에서 사용된 용어 lili와 līlītu는 영혼을 의미한다. līlītu의 일부 용례는 시카고 대학교 동양 연구소의 아시리아 사전(CAD, 1956, L.190), 볼프람 폰 조덴의 아카드어 사전(AHw, p. 553), 그리고 아시리아학 왕실 사전(RLA, p. 47)에 실려 있다.
수메르 여성 악마 lili는 아카드어 lilu, 즉 "저녁"과는 어원적 관계가 없다.
아치볼드 헨리 세이스(1882)는 히브리어와 초기 아카드어 이름이 원시 셈어에서 유래했다고 보았다. 샤를 포세(1902)는 이를 문자 그대로 "밤의 여성 존재/악마"로 번역했지만, 쐐기 문자 기록에는 Līlīt와 Līlītu가 질병을 옮기는 바람의 영혼을 가리키는 경우가 존재한다.

## 메소포타미아 신화

### 길가메시 주기 나무 속 영혼
새뮤얼 노아 크레이머(1932년, 1938년 출판)는 기원전 600년경으로 추정되는 『길가메시 서사시』 제12판본에서 키시킬릴라케(ki-sikil-lil-la-ke)를 "릴리스"로 번역했다. 제12판본은 『길가메시 서사시』의 일부가 아니라, 후기 아시리아 아카드어로 번역된 수메르어 『길가메시 서사시』의 후반부이다. 키시킬릴라케는 뱀과 주 새와 연관되어 있다. 『길가메시, 엔키두, 저승』에서 인안나의 정원 우루크에는 버드나무가 자라는데, 그녀는 이 나무로 새 왕좌를 만들 계획이었다. 10년이 지나 수확하러 왔을 때, 나무 밑동에는 뱀이 살고, 나무 꼭대기에는 주 새가 새끼를 기르고 있으며, 키시킬릴라케는 그 줄기에 집을 짓고 있었다. 길가메시가 뱀을 죽이자, 주 새는 새끼들과 함께 산으로 날아갔고, 키시킬릴라케는 두려움에 떨며 집을 부수고 숲으로 달아났다고 한다.
키시킬릴라케를 릴리스로 식별하는 것은 『성경의 신들과 악마 사전』(1999)에 명시되어 있다. 나무 속 제12판본 영혼에 대한 제안된 번역으로는 키시킬(ki-sikil)은 "성스러운 장소", 릴(lil)은 "영혼", 그리고 릴라케(lil-la-ke)는 "물의 영혼"이 있지만, lil이 나무 줄기에 집을 짓는다는 점을 고려하면 단순히 "올빼미"일 수도 있다. 길가메시 서사시의 키시킬릴라케와 유대 신화의 릴리스 사이의 연결은 세르지오 리비치니(1978)에 의해 텍스트적 근거로 거부되었다.

### 버니 부조의 새 발을 가진 여자

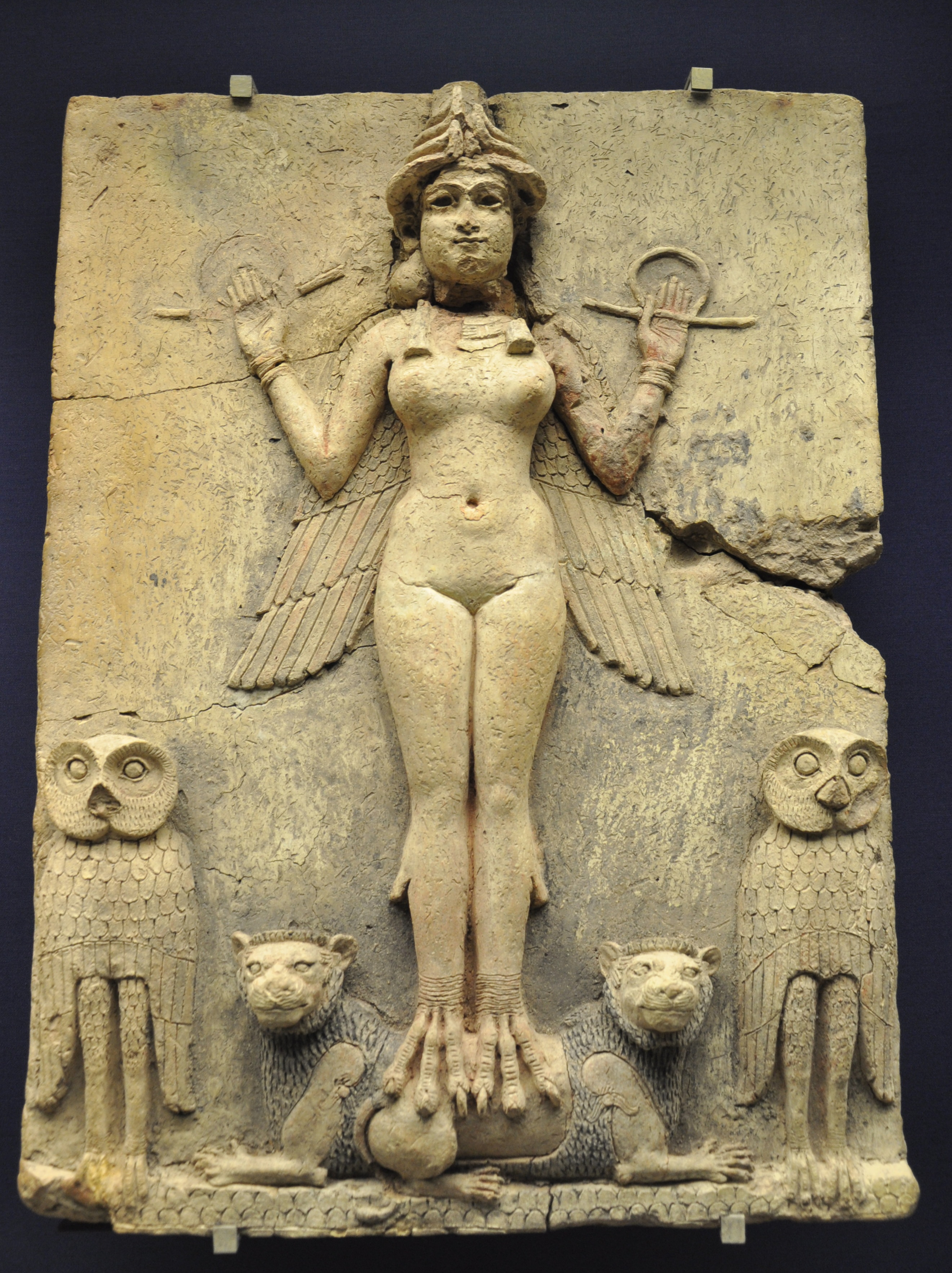
버니 부조, 바빌론 (기원전 1800–1750년)

크레이머의 길가메시 단편 번역은 앙리 프랑크포르(1937)와 에밀 크라엘링(1937)이 날개와 새 발을 가진 여성이 논란의 버니 부조에 릴리스와 관련이 있다는 주장을 뒷받침하는 데 사용되었다. 프랑크포르트와 크라엘링은 부조 속 인물을 릴리스로 식별했다. 오늘날 버니 부조를 릴리스와 동일시하는 것은 의문시되고 있다. 현대 연구는 이 인물을 메소포타미아 판테온의 주요 여신 중 한 명, 가장 가능성 있는 것은 에레쉬키갈로 식별했다. 그러나 이 인물은 사랑과 전쟁의 여신으로 더 일반적으로 식별된다: 토르킬드 야콥센은 이 인물을 여신에게 일반적으로 인식되는 상징과 속성, 그리고 텍스트 증거를 기반으로 한 분석을 통해 인안나로 식별했다.

### 아르슬란 타시 부적
아르슬란 타시 부적은 1933년 아르슬란 타시에서 발견된 석회암 판으로, 그 진위 여부는 논란이 있다. 윌리엄 F. 올브라이트, 테오도르 H. 개스터, 외 여러 학자들은 이 부적이 기원전 7세기에 이미 릴리스라는 이름이 존재했음을 보여주는 전유대적 자료라고 받아들였지만, 토르치너(1947)는 이 부적을 후대의 유대적 자료로 식별했다.

### 라마슈투
많은 이들은 메소포타미아 신화에서 릴리스와 라마슈투가 유사한 위치와 특성을 공유하기 때문에 둘을 연결하기도 한다.

## 히브리어 성경에서
lilit(또는 lilith)이라는 단어는 히브리어 성경에 단발어로 에돔의 운명에 대한 예언에서 한 번만 나타난다. 목록에 있는 다른 대부분의 명사들은 한 번 이상 나타나 더 잘 문서화되어 있지만, 또 다른 단발어인 qippoz는 예외이다. 학자와 번역가들의 독해는 종종 여덟 가지 피조물 전체 목록에 대한 결정에 의해 좌우된다. 이사야 34장 (새 미국 성경):
(12) 그 귀족들은 더 이상 없으며, 왕도 거기서 선포되지 않으리니, 모든 왕자들이 사라졌다. (13) 그 성들은 가시나무에 뒤덮이고, 요새들은 엉겅퀴와 가시덤불에 덮일 것이다. 그녀는 승냥이들의 거처와 타조들의 서식지가 될 것이다. (14) 들고양이들이 사막 짐승들과 만나고, 사티로스는 서로를 부를 것이다. 거기에 릴리스가 쉬고, 자신을 위한 안식처를 찾을 것이다. (15) 거기에 올빼미가 둥지를 틀고 알을 낳고, 부화시켜 그 그림자 아래 모을 것이다. 거기에 솔개가 모일 것이며, 짝을 잃은 자는 없을 것이다. (16) 주님의 책을 찾아 읽어라: 이들 중 어느 하나도 빠지지 않을 것이니, 주님의 입이 명하셨고, 그 영이 그들을 거기에 모을 것이다. (17) 그분께서 그들을 위해 제비를 뽑으시고, 그분의 손으로 그들의 몫을 표시하셨으니, 그들은 영원히 그녀를 소유하고, 대대로 그곳에 거할 것이다.

### 히브리어 텍스트
마소라 본문에서:
,וּפָגְשׁוּ צִיִּים אֶת-אִיִּים, וְשָׂעִיר עַל-רֵעֵהוּ יִקְרָא; אַךְ-שָׁם הִרְגִּיעָה לִּילִית, וּמָצְאָה לָהּ מָנוֹח‎

up̄āḡəšu ṣiyyim eṯ-ʾiyyim, wəśāʿir ʿal-rēʿēhu yiqrā; ʾaḵ-šam hirgiʿā liliṯ, umāṣʾā lāh mānoḥ

34:14 "그리고 들고양이들이 승냥이들과 만날 것이며

염소는 그 동료를 부를 것이다

lilit (lilith) 그녀는 쉬고 안식을 찾을 것이다

34:15 거기에 큰올빼미가 둥지를 틀고, 알을 낳고, 부화시키고, 그 그림자 아래 모을 것이다:

매들도 또한 모일 것이며, 각자 그 짝과 함께.

사해 문서에서, 쿰란에서 발견된 19점의 이사야 파편 중, 이사야 두루마리(1Q1Isa) 34:14절은 피조물을 복수형 liliyyot으로 묘사한다.
에버하르트 슈레이더(1875)와 모리츠 아브라함 레비(1855)는 릴리스가 바빌론 유수 당시 바빌로니아 유대인들에게도 알려진 밤의 악마였다고 제안한다. 슈레이더와 레비의 견해는 따라서 두 번째 이사야서의 6세기 기원전 후기 연대와 신바빌로니아 제국 시기 바그다드에 유대인들이 존재했다는 사실에 부분적으로 의존하며, 이는 바빌로니아 악마학의 Lilītu에 대한 가능한 언급과 일치한다. 그러나 이 견해는 유디트 M. 블레어에 의해 이의가 제기되었는데, 그는 맥락이 불결한 동물을 나타낸다고 주장한다.

### 그리스어 판본
70인역은 릴리스와 같은 구절에 나오는 승냥이 또는 "섬의 야생 짐승"이라는 단어를 그리스어 오노켄타우르로 번역하며, 둘을 같은 피조물로 가정하고 "들고양이/사막 짐승"을 생략한다. 이 해석에 따르면, 들고양이 또는 사막 짐승이 승냥이 또는 섬 짐승들과 만나고, 염소 또는 "사티로스"가 "그 동료"에게 부르짖으며, 릴리스 또는 "올빼미"가 "거기에" 쉬는 것이 아니라, 염소 또는 "사티로스"는 다이모니아 "악마"로 번역되고, 승냥이 또는 섬 짐승 "오노켄타우르스"가 서로 만나고 "서로에게" 부르짖으며 후자가 거기에 쉰다.

### 라틴어 성경
5세기 초의 불가타는 같은 단어를 lamia로 번역했다.
et occurrent daemonia onocentauris et pilosus clamabit alter ad alterum ibi cubavit lamia et invenit sibi requiem— 이사야 (이사야 예언자) 34.14, 불가타

번역은 "그리고 악마들은 괴물들과 만날 것이며, 털복숭이 하나가 다른 하나에게 부르짖을 것이다. 거기에서 라미아가 누워 자신을 위한 안식을 찾았다"이다.

### 영어 판본
위클리프 성경(1395)은 라틴어 번역 lamia를 그대로 사용한다:
Isa 34:15 Lamya schal ligge there, and foond rest there to hir silf.

매슈 파커의 감독 성경(1568)은 라틴어에서 번역되었다:
Isa 34:14 there shall the Lamia lye and haue her lodgyng.

두에-랭스 성경(1582/1610)도 라틴어 번역 lamia를 보존한다:
Isa 34:14 And demons and monsters shall meet, and the hairy ones shall cry out one to another, there hath the lamia lain down, and found rest for herself.

윌리엄 휘팅엄의 제네바 성경(1587)은 히브리어에서 번역되었다:
Isa 34:14 and the screech owl shall rest there, and shall finde for her selfe a quiet dwelling.

그리고 킹 제임스 성경(1611):
Isa 34:14 The wild beasts of the desert shall also meet with the wild beasts of the island, and the satyr shall cry to his fellow; the screech owl also shall rest there, and find for herself a place of rest.

킹 제임스 성경의 "screech owl" 번역은 34:11의 "owl" (yanšup, 아마도 물새)과 34:15의 "great owl" (qippoz, 다른 번역에서는 뱀으로 번역됨)과 함께, 번역하기 어려운 히브리어 단어에 적합한 동물을 선택하여 구절을 표현하려는 시도이다.
후기 번역본은 다음과 같다:
- 밤 올빼미 (영, 1898)
- 밤 유령 (로더햄, 강조 성경, 1902)
- 밤 괴물 (미국 표준 성경, 1901; 미국 유대교 출판 협회 번역본 1917, 좋은 소식 번역본, 1992; 새 미국 표준 성경, 1995)
- 흡혈귀 (모팻 번역, 1922; 녹스 성경, 1950)
- 밤의 하그 (개정 표준 성경, 1947)
- 릴리스 (예루살렘 성경, 1966)
- (그) 릴리스 (새 미국 성경, 1970)
- 릴리스 (새 개정 표준 성경, 1989)
- (그) 밤 악마 릴리스, 사악하고 탐욕스러운 (더 메시지 (성경), 피터슨, 1993)
- 밤의 피조물 (새 국제판 성경, 1978; 새 킹 제임스 성경, 1982; 새 리빙 번역본, 1996, 오늘날의 새 국제판 성경)
- 쏙독새과 (신세계역 성경, 1984)
- 밤새 (영어 표준 성경, 2001)
- 밤새 (새 미국 표준 성경, 2020)
- 야행성 동물 (새 영어 번역본 (NET 성경))

## 유대 전통
유대 전통에서 릴리스에 대한 주요 자료는 시간순으로 다음과 같다:
- 기원전 40~10년 사해 문서 – 현자의 노래 (4Q510–511)
- 서기 200년경 미슈나 – 언급 없음
- 서기 500년경 탈무드의 게마라
- 서기 700~1000년 벤 시라의 알파벳
- 서기 900년경 미드라시 압키르
- 서기 1260년경 스페인, 좌방출론
- 서기 1280년경 스페인, 조하르.

### 사해 문서
사해 문서에는 『현자의 노래』(4Q510–511)에 릴리스에 대한 논란의 여지가 없는 언급이 있다. 조각 1:
그리고 나, 강사는 그의 영광스러운 광채를 선포하여 파괴하는 천사들의 모든 영혼, 사생아들의 영혼, 악마, 릴리스, 울부짖는 자, 그리고 [사막 거주자들]... 그리고 경고 없이 사람들에게 떨어져 그들을 이해의 영혼에서 벗어나게 하고, 현재 악의 지배와 [빛의] 아들들에게 정해진 굴욕의 시간 동안 그들의 마음과 정신을 황폐하게 만드는 자들을 두렵게 하고 [겁주기] 위해 선포한다. 불의에 의해 고통받는 [자들]의 시대의 죄악으로 인한 것이며, 영원한 파괴를 위한 것이 아니라 범죄로 인한 굴욕의 시대를 위한 것이다.

복수형 liliyyot에 대한 언급을 포함하는 대이사야 두루마리의 사진 복제본

이사야서 34:14절의 마소라 본문과 마찬가지로, 이사야 두루마리 34:14절의 복수형 liliyyot과는 달리 4Q510의 lilit은 단수이다. 이 전례문은 초자연적인 악의 존재에 대해 경고하고 릴리스에 대한 친숙함을 전제로 하지만, 성경 본문과는 달리 이 구절은 어떤 사회정치적 의도도 지니지 않으며, 대신 『악마를 쫓아내는 노래』(4Q560)와 『악마를 쫓는 노래』(11Q11)와 같은 역할을 한다. 따라서 이 텍스트는 "악마학의 영역에 깊이 관여한" 공동체에게 악마 퇴치 찬송가이다.
조셉 M. 바움가르텐(1991)은 『유혹녀』(4Q184)의 이름 없는 여자를 여성 악마와 관련 있는 것으로 식별했다. 그러나 존 J. 콜린스는 이 식별을 "흥미롭다"고 여기지만 (4Q184)가 잠언 2, 5, 7, 9의 이상한 여자에 기반을 두고 있다고 "확실하게 말할 수 있다"고 한다:
그녀의 집은 죽음으로 가라앉고,

그녀의 길은 음부로 이어진다.

그녀에게 가는 자는 아무도 돌아올 수 없고

생명의 길을 다시 찾지 못한다.— 잠언 2:18–19

그녀의 문은 죽음의 문이며, 집 입구에서부터

음부로 향한다.

거기에 들어가는 자는 아무도 돌아오지 않을 것이며,

그녀를 소유한 모든 자는 구덩이로 내려갈 것이다.— 4Q184

### 초기 랍비 문헌
릴리스는 미슈나에 나오지 않는다. 예루살렘 탈무드에는 1523년 봄베르그판(안식일 6:9)에 한 번 언급되는데, 이는 어떤 필사본에도 지지되지 않는다. "릴릿"이라는 단어는 바빌로니아 탈무드에 다섯 번 나타난다:
- "랍비 유다가 사무엘을 인용하여 판결했다: 낙태아가 릴릿의 모습을 가지고 있다면, 그 어머니는 탄생으로 인해 부정한 것이다. [왜냐하면] 날개 달린 아이이기 때문이다." (b. 닛다 24b)[61]
- "[여성의 저주에 대한 설명] 바라타에 가르쳐졌다: 그녀는 릴릿처럼 머리를 기르고, 동물처럼 앉아서 소변을 보며, 남편의 베개 역할을 한다." (b. 에루빈 100b)
- "찌르는 듯한 감각을 위해:[f] 그는 릴리스의 화살을[g] 가져와 뒤집고, 물을 부어 마셔야 한다. 또는 밤에 개가 마신 물을 마실 수도 있지만, 노출되지 않았는지 확인해야 한다." (b. 기틴 69b).
- "랍바가 말했다: 나는욤 토브 오브 세비야가 (그곳에서) 쓴다. "게오님은 이 공식에서 '내가 보았다'라고 말할 때마다 그것이 꿈의 환상이었다고 기록한다."}} 릴리스의 아들 호르민[h]이 마호자의 성벽 흉벽을 달리고 있는 것을 보았는데, 말에 탄 기수는 그를 따라잡을 수 없었다. 한 번은 그를 위해 로그낙[i]의 두 다리에 서 있던 두 마리의 노새에 안장을 얹었다. 그리고 그는 한 다리에서 다른 다리로 앞뒤로 뛰어다니며 두 잔의 와인을 양손에 들고 번갈아 부었지만 한 방울도 땅에 떨어뜨리지 않았다. 이날은 '그들이 하늘로 올라가고 다시 깊은 곳으로 내려간다'는 날이었고, 소문이 왕의 집[j]에 도달하여 그들은 그를 죽였다." (b. 바바 바트라 73a-b).
- "R. 하나니나가 말했다: 사람은 혼자 집에서 자서는 안 되며, 혼자 집에서 자는 자는 누구든지 릴릿에게 붙잡힌다." (b. 샤바트 151b)

한니나의 위 진술은 야간 유정이 악마의 탄생을 초래했다는 믿음과 관련이 있을 수 있다.
- "R. 예레미야 벤 엘레아자르는 더 나아가 진술했다: 아담이 [에덴 동산에서 추방된 후] 130년 동안 저주 아래 있던 모든 해 동안, 그는 유령과 남성 악마와 여성 악마[또는 밤의 악마]를 낳았다. 성경에 이르기를: 그리고 아담은 백삼십 년을 살며 자기 형상과 자기 모양대로 아들을 낳았다고 했으니, 이는 그때까지는 자기 형상대로 낳지 않았음을 의미한다... 그는 자신으로 인해 죽음이 형벌로 정해졌음을 보았을 때, 백삼십 년 동안 단식하고, 백삼십 년 동안 아내와 관계를 끊고, 백삼십 년 동안 몸에 무화과나무속 옷을 입었다. – [R. 예레미야의] 그 진술은 그가 우연히 방출한 정액과 관련하여 이루어졌다." (b. 에루빈 18b)

『미드라시 랍바』 컬렉션에는 릴리스에 대한 두 가지 언급이 있다. 첫 번째는 『창세기 랍바』 22:7과 18:4에 나온다. 랍비 예후다 베라비에 따르면, 릴리스가 흙으로 돌아간 후 하나님은 아담을 위해 두 번째 하와를 창조하셨다. 그러나 정확히 말하면, 해당 구절들은 히브리어 단어 lilith 자체를 사용하지 않고 "첫 번째 하와"(히브리어: חַוָּה הָרִאשׁוֹנָה ḥawwā hārīšōnā, 아담 하-리숀 "첫 번째 아담"과 유사)에 대해 이야기한다. 비록 중세 히브리어 문학과 민속, 특히 다양한 종류의 보호 부적에 반영된 바에 따르면 "첫 번째 하와"가 릴리스와 동일시되었지만, 이러한 등식을 고대 후기까지 확장하는 데는 주의가 필요하다.

릴리스에 대한 두 번째 언급은, 이번에는 명시적으로, 『민수기 랍바』 16:25에 있다. 미드라시는 정탐꾼들의 나쁜 보고에 하나님이 노여움을 표하시자 모세가 간청하는 이야기를 전개한다. 모세는 하나님이 이스라엘 백성을 멸하겠다는 위협에 응답한다. 모세는 하나님께 자신의 자녀를 죽이는 릴리스와 같이 행동하지 말아달라고 간청한다. 모세가 말했다:
[하나님,] 그렇게 하지 마십시오 [즉, 이스라엘 백성을 멸하지 마십시오]. 세상의 민족들이 당신을 잔혹한 존재로 여기고 말할까 염려합니다: '홍수 시대가 와서 그들을 멸하시고, 분리 시대가 와서 그들을 멸하시고, 소돔 사람들과 이집트 사람들이 와서 그들을 멸하셨는데, 당신께서 내 아들, 나의 첫째 아들(출 4:22)이라고 부르셨던 이들도 이제 멸하고 계십니다! 아무것도 찾지 못하면 자신의 자녀에게 달려드는 릴리스처럼, 주님께서 이 백성을 그 땅으로 데려갈 수 없었기 때문에... 그들을 죽이셨다'(민 14:16)고 말할까 염려합니다!

### 주문 그릇

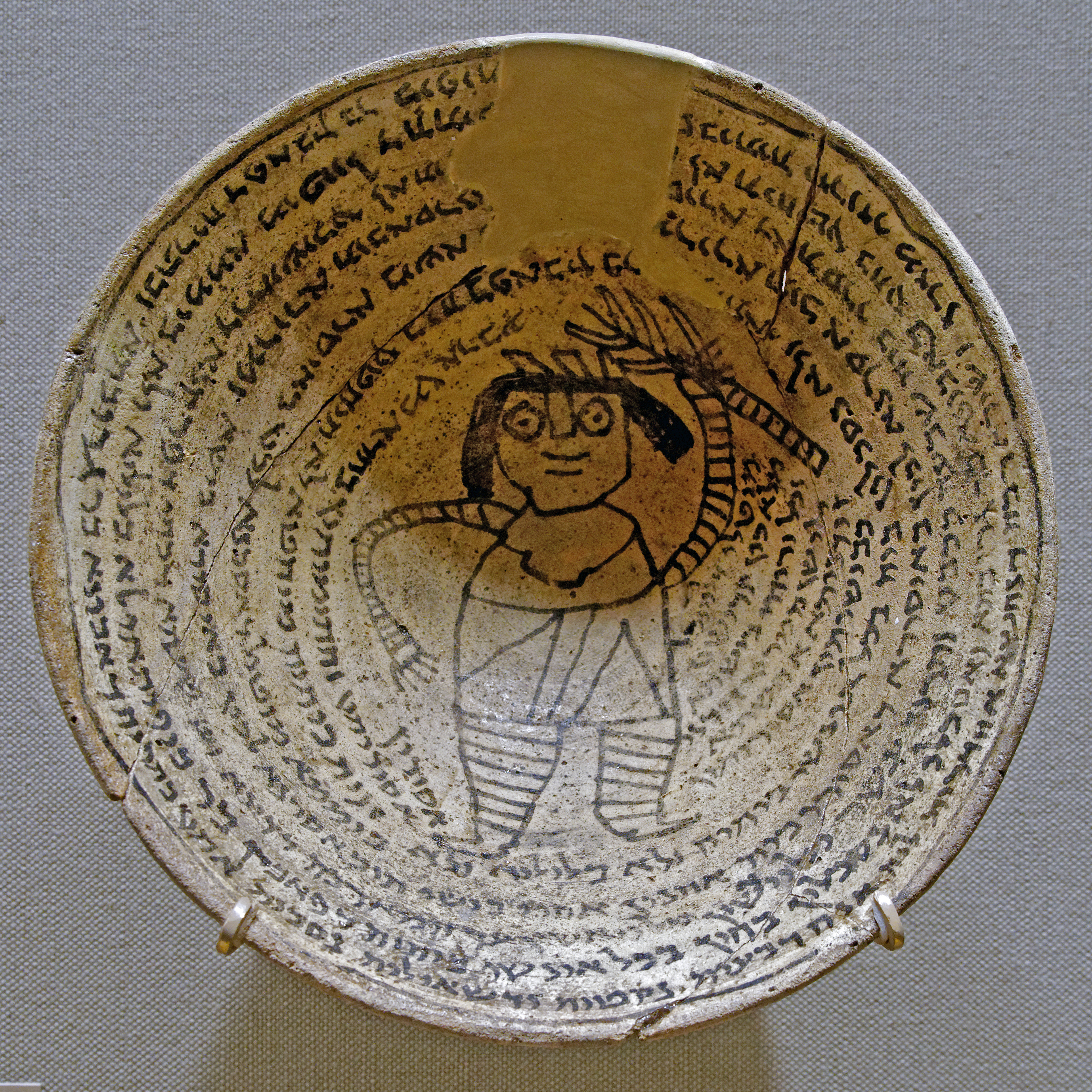
니푸르, 메소포타미아, 6-7세기 악마 주변에 아람어 문자가 새겨진 주문 그릇

바그다나 "릴릿의 왕"과 함께 개별적인 릴리스는 사산 제국 바빌론(기원후 4~6세기)에서 발견된 80개의 현존하는 유대 오컬트 주문 그릇에서 두드러지게 나타나는 보호 주문의 악마 중 하나이며, 이란 문화의 영향을 받았다.[47] 이 그릇들은 악마나 마녀를 가두기 위해 집 구조물 아래나 집터에 거꾸로 묻혔다. 거의 모든 집에서 악마와 마녀에 대한 이러한 보호 그릇이 발견되었다.
그릇 내부 중앙에는 릴리스 또는 남성형 릴릿이 묘사되어 있다. 이미지 주변에는 나선형으로 글씨가 쓰여 있는데, 글씨는 종종 중앙에서 시작하여 가장자리로 이어진다. 글씨는 주로 성경 구절이나 탈무드에 대한 언급이다. 분석된 주문 그릇에는 유대 바빌로니아 아람어, 시리아어, 만다야어, 팔라비어, 아랍어와 같은 언어로 새겨져 있다. 일부 그릇은 의미 없는 가짜 문자로 쓰여 있다.
정확하게 서술된 주문 그릇은 릴리스 또는 릴릿을 가정에서 물리칠 수 있었다. 릴리스는 여성의 신체적 특징으로 변신하여 남편을 유혹하고 아이를 가질 수 있는 힘을 가지고 있었다. 그러나 릴리스는 남편과 아내 사이에서 태어난 아이들에게 증오심을 품고 그들을 죽이려 했다. 마찬가지로, 릴릿은 남편의 신체적 특징으로 변신하여 아내를 유혹했고, 그녀는 아이를 낳았다. 그 아이가 남편의 자식이 아님이 분명해지고, 그 아이는 경멸받게 되었다. 릴릿은 남편과 아내 사이에서 태어난 아이들을 죽임으로써 가족에게 복수하려 했다.
릴리스 또는 릴릿 묘사의 주요 특징은 다음과 같다. 인물은 종종 팔과 다리가 묶인 채 묘사되는데, 이는 가족이 악마(여성형 악마)를 통제하고 있음을 나타낸다. 악마(여성형 악마)는 전체 얼굴이 보이도록 정면 자세로 묘사된다. 눈은 매우 크며, 손(묘사된 경우)도 매우 크다. 악마(여성형 악마)는 완전히 정지해 있다.

한 그릇에는 유대 오컬티스트에게 의뢰하여 라슈노이라는 여성과 그녀의 남편을 릴리스로부터 보호하기 위한 다음과 같은 문구가 새겨져 있다:
너희 릴리스들, 남성 릴리와 여성 릴리스, 하그와 구울이여, 나는 아브라함의 강자, 이삭의 반석, 야곱의 엘 샤다이, 야야 하-솀, 야 그 기념비로 너희에게 맹세하노니, 이 라슈노이 b. M.과 그녀의 남편 게요나이 b. M.에게서 물러가라. [여기에] 너희의 이혼서, 서신, 분리서가 거룩한 천사들을 통해 보내졌다. 아멘, 아멘, 셀라, 할렐루야! (이미지)— 『니푸르의 아람어 주문 텍스트』 번역 발췌.

### 벤 시라의 알파벳

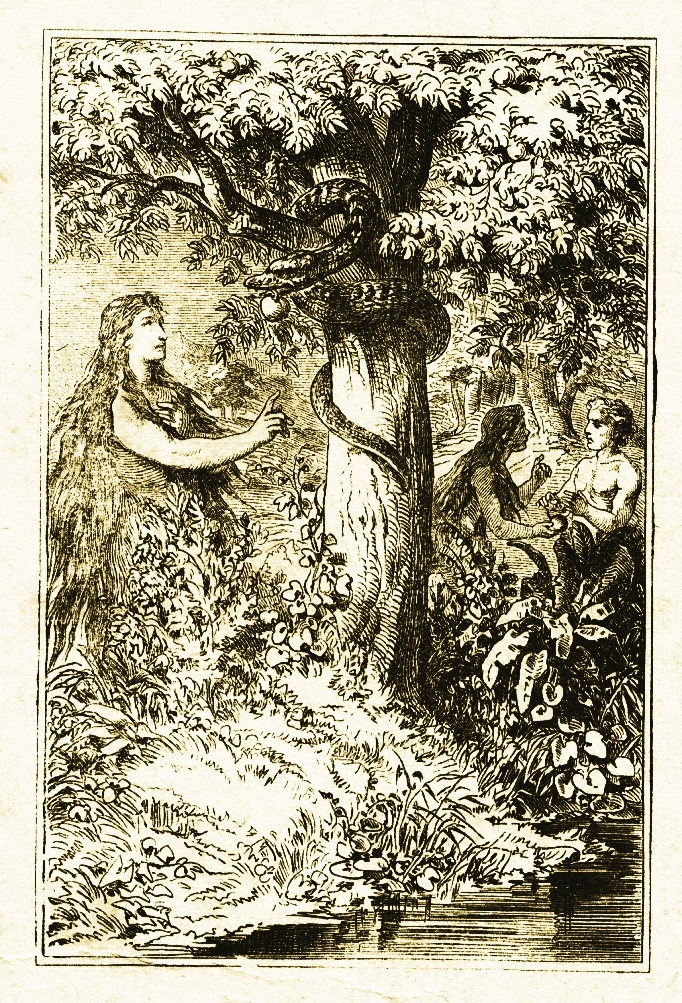
릴리스, 1886년 또는 그 이전에 칼 포엘라트의 삽화

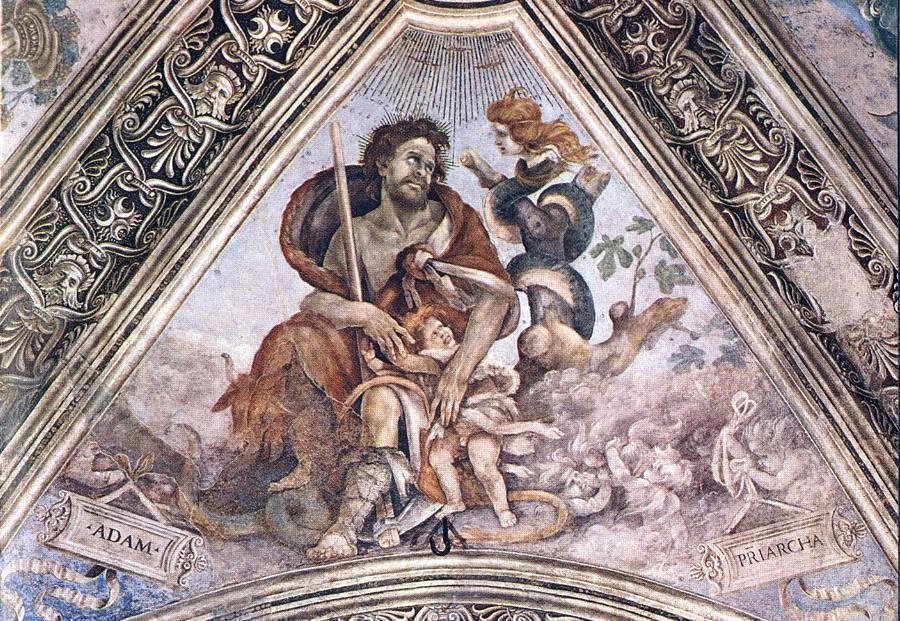
필리피노 리피의 프레스코화, 피렌체 산타 마리아 노벨라 성당에 있는 어린아이를 움켜쥔 아담과 아이를 납치하는 릴리스.

의사문학적인 8세기–10세기 『벤 시라의 알파벳』은 아담의 첫 번째 아내로서 릴리스 이야기의 가장 오래된 형태로 간주된다. 이 특정 전통이 더 오래된지는 알려져 있지 않다. 학자들은 이 알파벳을 서기 8세기에서 10세기 사이로 추정한다. 이 작품은 일부 학자들에 의해 풍자적이라고 특징지어졌지만, 긴즈버그는 진지하게 받아들여졌다고 결론 내렸다.
본문에는 세 천사(세노이, 산세노이, 세망겔로프)의 이름이 새겨진 주구가 소년 신생아의 목에 둘러져 할례 전까지 릴린으로부터 보호하는 데 사용된다. 이 전통에서 유래했다고 생각되는 릴리스에 대항하는 부적들은 사실 훨씬 더 오래된 것으로 판명되었다. 하와에게 선행자가 있었다는 개념은 알파벳에만 국한되지 않으며, 이미 창세기 랍바에서도 찾아볼 수 있는 새로운 개념이 아니다. 그러나 릴리스가 선행자였다는 생각은 알파벳에만 국한될 수 있다.
아담에게 하와 이전에 아내가 있었다는 생각은 창세기와 그 이중 창조 기록의 해석에서 발전했을 수 있다. 창세기 2:22은 하나님이 아담의 갈비뼈로 하와를 창조했다고 묘사하지만, 더 이른 구절인 1:27은 이미 여자가 창조되었음을 나타낸다: "하나님이 자기 형상 곧 하나님의 형상대로 사람을 창조하시되 남자와 여자를 창조하시고." 알파벳 본문은 릴리스의 창조를 창세기 2:18의 "남자가 혼자 있는 것이 좋지 아니하니"라는 하나님의 말씀 뒤에 둔다. 이 본문에서 하나님은 아담을 만든 흙으로 릴리스를 만들지만, 그녀와 아담은 다툰다. 릴리스는 자신과 아담이 같은 방식으로 창조되었으므로 동등하다고 주장하며 그에게 복종하기를 거부한다:
하나님께서 홀로 있던 아담을 창조하신 후에 말씀하시기를, "남자가 홀로 있는 것이 좋지 아니하니라" 하시니라. 그분은 아담을 만드셨던 것처럼 땅에서 아담을 위한 여자를 창조하시고 그녀의 이름을 릴리스라 불렀느니라. 아담과 릴리스는 즉시 싸움을 시작했다. 그녀는 "내가 아래에 눕지 않겠다"고 말했고, 그는 "나는 너 아래에 눕지 않고 위에만 눕겠다. 너는 아래에 있는 위치에만 적합하고, 나는 우월한 존재이다"라고 말했다. 릴리스는 "우리는 둘 다 땅에서 창조되었으므로 서로 동등하다"고 대답했다. 그러나 그들은 서로의 말을 듣지 않았다. 릴리스는 이것을 보고 말할 수 없는 이름을 발음하고 공중으로 날아갔다.
아담은 창조주 앞에서 기도하며 서 있었다: "우주의 주권자시여!" 그가 말했다. "주님께서 저에게 주신 여자가 도망쳤습니다." 즉시 거룩하신 분, 찬미받으실 그분은 그녀를 데려오기 위해 세 천사 세노이, 산세노이, 세망겔로프를 보내셨다.
거룩하신 분이 아담에게 말씀하시기를, "만약 그녀가 돌아오기로 동의하면 좋은 것이다. 그렇지 않으면 그녀는 매일 자녀 백 명을 죽게 허락해야 한다." 천사들은 하나님을 떠나 릴리스를 추격하여 이집트인들이 익사할 운명이었던 바다 한가운데, 강력한 물속에서 그녀를 따라잡았다. 그들은 그녀에게 하나님의 말씀을 전했지만, 그녀는 돌아오기를 원치 않았다. 천사들이 말했다. "우리는 너를 바다에 빠뜨려 죽이겠다."
"나를 내버려둬!" 그녀가 말했다. "나는 오직 영아들에게 질병을 일으키기 위해 창조되었다. 만약 영아가 남자라면 태어난 후 8일 동안 내가 지배하고, 여자라면 20일 동안 지배한다."

천사들이 릴리스의 말을 듣고, 그녀가 돌아가야 한다고 주장했다. 그러나 그녀는 살아계시고 영원하신 하나님의 이름으로 그들에게 맹세했다: "내가 당신들을 보거나 당신들의 이름을 보거나 당신들의 형상을 부적에서 볼 때마다, 나는 그 영아에게 아무런 힘도 갖지 못할 것이다." 그녀는 또한 매일 자녀 백 명을 죽게 허락하기로 동의했다. 따라서 매일 악마 백 명이 죽으며, 같은 이유로 우리는 어린아이들의 부적에 천사들의 이름을 쓴다. 릴리스가 그들의 이름을 보면, 그녀는 자신의 맹세를 기억하고, 아이는 회복된다.
『벤 시라의 알파벳』의 배경과 목적은 불분명하다. 성경과 탈무드 영웅들의 이야기를 모아놓은 것으로, 민속 이야기 모음집, 기독교, 카라이트 유대교 또는 기타 분리주의 운동에 대한 반박이었을 수도 있다. 그 내용은 동시대 유대인들에게 너무 불쾌하게 여겨져 심지어 반유대 풍자일 수도 있다는 주장까지 제기되었지만, 어떤 경우든 이 텍스트는 중세 독일의 유대 신비주의자들에게 받아들여졌다.
『벤 시라의 알파벳』은 릴리스가 아담의 첫 번째 아내였다는 이야기의 가장 오래된 현존하는 자료이며, 이러한 개념은 17세기 독일 학자 요하네스 벅스토르프의 『탈무드 사전』을 통해 널리 알려지게 되었다.
초기 중세에 발생한 이 민속 전통에서, 지배적인 여성 악마 릴리스는 악마의 왕 아스모데우스와 그의 여왕으로 동일시되었다. 아스모데우스는 이미 탈무드에 나오는 전설들 덕분에 이 시기에는 잘 알려져 있었다. 따라서 릴리스와 아스모데우스의 융합은 필연적이었다. 릴리스에 대한 두 번째 신화는 또 다른 세계에 대한 전설을 포함하게 되었고, 일부 설명에 따르면 이 다른 세계는 이 세계와 나란히 존재했으며, 예네 벨트는 이 "다른 세계"를 뜻하는 이디시어이다. 이 경우 아스모데우스와 릴리스는 끝없이 악마적인 자손을 낳고 모든 곳에 혼란을 퍼뜨린다고 믿어졌다.
릴리스에 대한 이 전설들에는 두 가지 주요 특징이 나타난다: 남자를 잘못된 길로 이끄는 욕정의 화신으로서의 릴리스, 그리고 무력한 신생아를 목 졸라 죽이는 아이 살인 마녀로서의 릴리스. 릴리스 전설의 이 두 가지 측면은 별도로 발전한 것으로 보이며, 그녀가 두 역할을 모두 포함하는 이야기는 거의 없다. 그러나 릴리스가 수행하는 마녀 같은 역할은 마법의 파괴적인 측면이라는 그녀의 원형을 확장시킨다. 이러한 이야기는 유대 민속에서 흔히 발견된다.

#### 랍비 전통의 영향
『벤 시라의 알파벳』에 나타난 릴리스의 이미지는 전례 없는 것이지만, 그녀의 묘사 중 일부 요소는 하와를 둘러싸고 발생한 탈무드 및 미드라시 전통으로 거슬러 올라갈 수 있다.
무엇보다도, 릴리스를 창조 이야기에 도입하는 것 자체는 창세기 1:1–2:25의 두 가지 별개의 창조 기록에 의해 촉발된 랍비적 신화, 즉 두 명의 원초적 여성이 있었다는 가정에 기반을 둔다. 이 두 기록 간의 명백한 불일치를 해소하는 한 가지 방법은 나중에 하와로 식별된 여성 외에 다른 첫 번째 여성이 있었음에 틀림없다고 가정하는 것이었다. 랍비들은 아담의 감탄사, "이번에는 (zot hapa‘am) [이것은] 내 뼈 중의 뼈요 살 중의 살이라" (창세기 2:23)를 "첫 번째"가 이미 있었음에 대한 암시로 받아들였다. 창세기 랍바 18:4에 따르면, 아담은 첫 번째 여성이 "분비물과 피"로 가득 찬 것을 보고 혐오감을 느꼈고, 하나님은 그에게 다른 여성을 주셔야 했다. 이후의 창조는 적절한 예방 조치와 함께 수행된다: 아담은 과정 자체를 목격하지 않도록 잠들게 하고 (산헤드린 39a), 하와는 아름다운 보석으로 장식되고 (창세기 랍바 18:1) 천사 가브리엘과 미카엘에 의해 아담에게 데려와진다 (동일, 18:3). 그러나 랍비들은 첫 번째 여성이 어떻게 되었는지 어디에서도 명시하지 않아, 더 나은 추측의 여지를 남겨두었다. 이것이 나중에 릴리스의 전통이 들어맞을 수 있는 공백이다.
둘째, 이 새로운 여성은 여전히 혹독한 랍비들의 비난에 직면한다. 다시 히브리어 구절 zot hapa‘am을 가지고 놀면서, 아담은 같은 미드라시에 따르면 다음과 같이 선언한다: "그녀[ zot]는 벨[ zog]을 치고 나에게 [다투어] 말하도록 정해진 자이니, 네가 읽었듯이 '금 방울[ pa‘amon]과 석류' [출애굽기 28:34]... 그녀는 밤새도록 나를 괴롭힐 것이다[ mefa‘amtani]" (창세기 랍바 18:4). 첫 번째 여성은 또한 시크닌의 랍비 여호수아에게 귀속된 비난의 대상이 되는데, 그에 따르면 하와는 신성한 노력에도 불구하고 "머리가 부었고, 요염하고, 엿듣고, 험담하고, 질투하기 쉽고, 손버릇이 나쁘고, 돌아다니는" 자로 드러났다 (창세기 랍바 18:2). 유사한 비난은 창세기 랍바 17:8에도 나타나는데, 이에 따르면 하와가 흙에서가 아니라 아담의 갈비뼈에서 창조되었기 때문에 아담보다 열등하며 어떤 것에도 만족하지 못한다.
셋째, 성경 본문이 이 점에 대해 간결함에도 불구하고, 하와에게 귀속된 에로틱한 죄악들은 그녀의 결점 중 별개의 범주를 구성한다. 창세기 3:16에서 "네 소원은 네 남편에게 있을 것이다"라는 말을 듣고, 그녀는 랍비들에게 과도한 성적 욕구를 가지고 있고 (창세기 랍바 20:7) 끊임없이 아담을 유혹한다고 (창세기 랍바 23:5) 비난받는다. 그러나 텍스트의 인기와 전파 면에서, 하와가 원시 뱀과 교미하는 모티프는 그녀의 다른 성적 범죄보다 우선한다. 이 이야기가 다소 불안할 정도로 그림 같음에도 불구하고, 그것은 수많은 곳에 전해진다: 창세기 랍바 18:6, 그리고 BT 소타 9b, 샤바트 145b–146a 및 156a, 예바모트 103b 및 아보다 자라 22b.

### 카발라
카발라 신비주의는 릴리스와 하나님 사이의 더 정확한 관계를 확립하려 했다. 릴리스를 언급하는 아람어 주문 텍스트와 13세기 스페인 카발라 초기 저술 사이에 6세기라는 시간이 흐른 후, 그녀의 주요 특징들이 탈무드 시대 말까지 잘 발전되었고, 그녀는 다시 나타나고 그녀의 생애는 더 상세한 신화적 세부 사항으로 알려지게 된다. 그녀의 창조는 여러 대안적인 버전으로 설명된다.
한 가지 버전은 그녀가 아담보다 먼저, 다섯째 날에 창조되었는데, 이는 하나님이 물을 채우신 "살아있는 피조물" 무리 속에 릴리스가 포함되었기 때문이라고 언급한다. 이전 탈무드 구절과 관련된 유사한 버전은 릴리스가 아담과 같은 물질로, 조금 전에 만들어졌다고 이야기한다. 세 번째 대안 버전은 하나님이 원래 아담과 릴리스를 여성 피조물이 남성 안에 포함되도록 창조했다고 말한다. 릴리스의 영혼은 큰 심연의 깊이에 자리하고 있었다. 하나님이 그녀를 부르셨을 때, 그녀는 아담과 결합했다. 아담의 몸이 창조된 후 왼쪽(악마)에서 천 개의 영혼이 그에게 붙으려 했다. 그러나 하나님은 그들을 쫓아내셨다. 아담은 영혼 없는 몸으로 누워 있었다. 그때 구름이 내려왔고 하나님은 지구에게 살아있는 영혼을 만들어내라고 명하셨다. 이 영혼을 하나님이 아담에게 숨 쉬게 하시자 아담은 살아나기 시작했고 그의 여성은 그의 옆구리에 붙어 있었다. 하나님은 여성을 아담의 옆구리에서 분리시키셨다. 그 여성 쪽이 릴리스였으며, 그녀는 바다의 도시들로 날아가 인간을 공격했다.
또 다른 버전은 릴리스가 자발적으로 태어난 신성한 존재로, 위대한 초월적 심연에서 또는 하나님의 한 측면(게부라의 딘)의 힘에서 비롯되었다고 주장한다. 하나님의 이 측면은 부정적이고 징벌적이었으며, 그의 열 가지 속성(세피로트) 중 하나였고, 그 가장 낮은 발현에서 악의 영역과 친화력을 가졌으며, 바로 여기에서 릴리스가 사마엘과 합쳐졌다.
또 다른 이야기는 릴리스를 광명체 창조와 연결한다. "첫 번째 빛", 즉 자비의 빛(세피로트 중 하나)은 하나님께서 "빛이 있으라"고 말씀하신 창조 첫째 날에 나타났다. 이 빛은 숨겨졌고 거룩함은 악의 껍질에 둘러싸였다. "뇌 주위에 껍질(클리파)이 만들어졌고" 이 껍질이 퍼져나가 또 다른 껍질인 릴리스를 만들어냈다.

#### 미드라시 압키르
아담과 릴리스를 처음으로 온전하게 묘사한 중세 자료는 『미드라시 압키르』(기원후 10세기경)이며, 그 뒤를 이어 조하르와 다른 카발라 서적들이 등장했다. 아담은 죄나 카인의 형제살해(세상에 죽음을 가져온 원인)를 깨닫기 전까지는 완전하다고 전해진다. 그는 거룩한 하와와 헤어져 홀로 잠들고 130년 동안 단식한다. 이 기간 동안 "피즈나", 즉 릴리스의 또 다른 이름이나 그녀의 딸이 그의 아름다움을 갈망하여 그의 의지에 반하여 유혹한다. 그녀는 수많은 진과 악마를 낳는데, 그 중 첫째는 아그리마스라 불렸다. 그러나 그들은 므두셀라에 의해 패배하고, 므두셀라는 거룩한 칼로 수천 명을 죽이고 아그리마스로부터 나머지 악마들의 이름을 알아낸 후 그들을 바다와 산으로 쫓아낸다.

#### 좌방출론
조하르보다 수십 년 앞선 야곱과 이삭 하코헨 형제의 신비주의 저작 『좌방출론』은 사마엘과 릴리스가 양성구유의 존재, 즉 두 얼굴을 가진 존재이며, 영적인 영역에서 아담과 하와에 해당하는 영광의 왕좌의 발산에서 태어났다고 명시한다. 아담과 하와 역시 자웅동체로 태어났다. 이 두 쌍둥이 양성구유 커플은 서로 닮았고 둘 다 "위의 이미지와 같았다". 즉, 그들은 양성구유 신의 가시적인 형태로 재현되었다.
19. 릴리스에 대한 당신의 질문에 답하여, 나는 당신에게 문제의 본질을 설명하겠다. 이 점에 관하여 고대 현자들로부터 전승된 전통이 있는데, 이들은 소 궁궐의 비밀 지식, 즉 악마를 조작하고 예언적 단계로 올라가는 사다리를 사용했다. 이 전통에서 사마엘과 릴리스는 위와 유사하게 아담과 하와도 하나로 태어났듯이 하나로 태어났음이 명확히 밝혀져 있다. 이것이 현자들이 궁궐의 비밀 지식에서 받은 릴리스의 이야기이다.
또 다른 버전은 중세 카발라 서클에서도 유행했는데, 릴리스를 사마엘의 네 아내 중 첫 번째로 설정한다: 릴리스, 나아마, 에이셰스, 그리고 아그라트 밧 말라트. 이들 각각은 악마의 어머니이며 무수히 많은 자신만의 무리와 불결한 영을 가지고 있다. 대천사 사마엘과 릴리스의 결혼은 "바다에 있는 용"의 대응물인 타닌이베르("눈먼 용")에 의해 주선되었다. 눈먼 용은 릴리스와 사마엘 사이의 중개자 역할을 한다:
눈먼 용은 죄 많은 릴리스를 탄다 – 우리 시대에 그녀가 속히 근절되기를, 아멘! – 그리고 이 눈먼 용은 사마엘과 릴리스 사이의 결합을 이룬다. 그리고 바다에 있는 용(이사야 27:1)이 눈이 없는 것처럼, 마찬가지로 위에 있는 눈먼 용은 영적인 형상처럼 눈이 없다. 즉, 색깔이 없다.... (파타이 81:458) 사마엘은 빗나간 뱀으로 불리고, 릴리스는 비틀린 뱀으로 불린다.
사마엘과 릴리스의 결합은 "천사 사탄" 또는 "다른 하나님"으로 알려져 있지만, 오래 지속되지는 못했다. 릴리스와 사마엘의 악마 자녀인 릴린이 세상을 가득 채우는 것을 막기 위해, 하나님은 사마엘을 거세하셨다. 17세기 카발라 책들 중 많은 책에서 이는 하나님이 남성 레비아탄을 거세하고 여성 레비아탄을 죽여 그들이 짝짓기하여 자손들로 지구를 파괴하는 것을 막았다는 오래된 탈무드 신화의 재해석으로 보인다. 릴리스가 더 이상 사마엘과 음행할 수 없게 되자, 그녀는 야간 유정을 경험하는 남자들과 관계를 맺으려 했다. 15세기 또는 16세기 카발라 텍스트는 하나님이 여성 레비아탄을 "차갑게" 만들었다고 진술하는데, 이는 그가 릴리스를 불임으로 만들었고 그녀는 단순한 음행의 존재가 되었다는 의미이다.

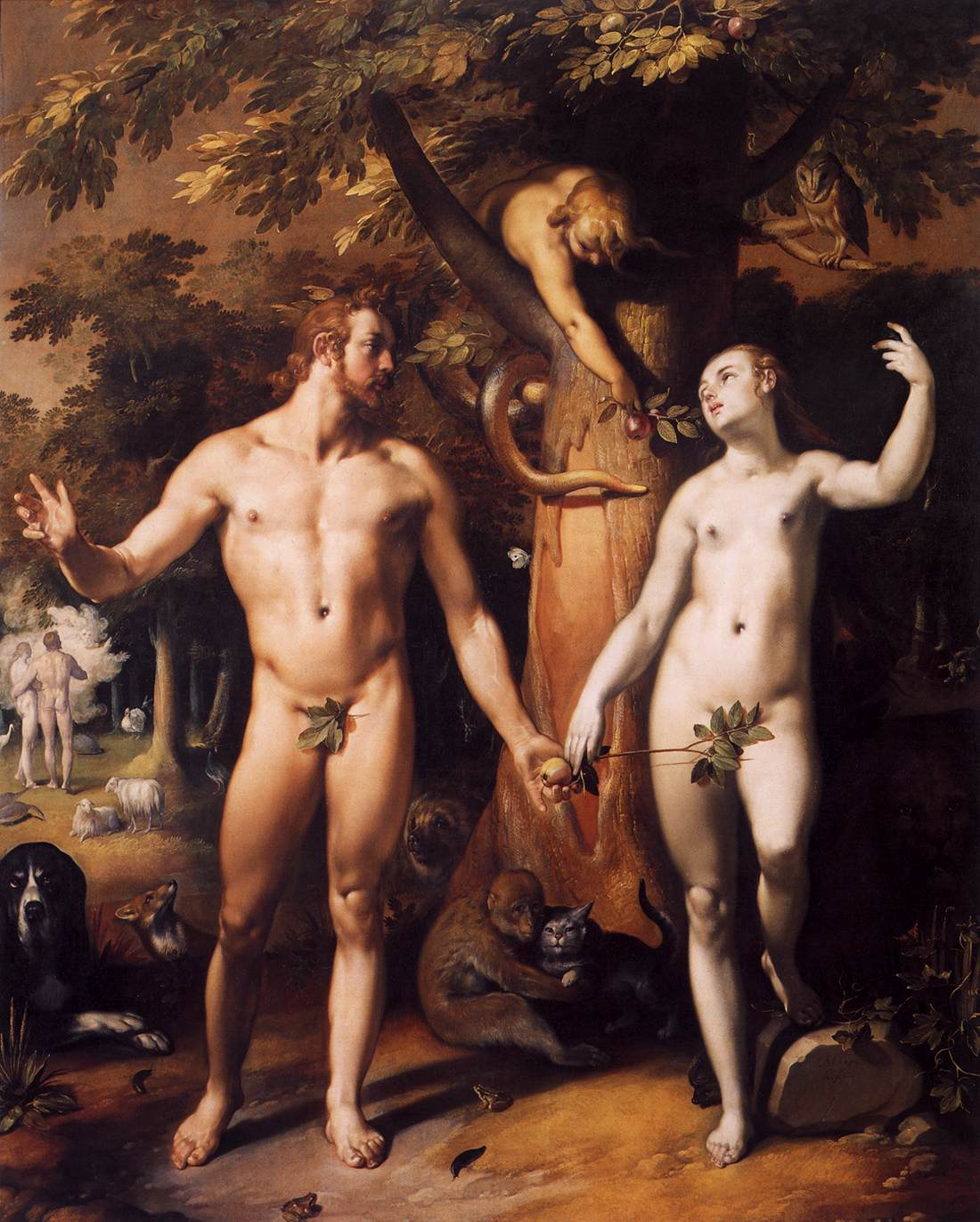
코르넬리스 판 할렘 작 『인간의 타락』(1592), 에덴 동산의 뱀이 여성으로 묘사되어 있다

『좌방출론』은 또한 두 명의 릴리스가 있다고 말하는데, 작은 릴리스는 위대한 악마 아스모데우스와 결혼했다.
마트로니트 릴리스는 사마엘의 짝이다. 둘 다 아담과 하와의 형상으로 같은 시간에 태어났고, 서로 얽혀 있었다. 악마들의 위대한 왕 아스모데우스는 작은 (어린) 릴리스를 짝으로 삼는데, 그녀는 카프세포니라는 왕의 딸이다. 그의 짝의 이름은 마트레드의 딸 메헤타벨이고, 그들의 딸이 릴리스이다.
또 다른 구절은 릴리스가 하와를 유혹하는 뱀이라고 비난한다.

그리고 음행의 여인인 뱀은 그 자체로 거룩함인 빛의 껍질을 통해 하와를 선동하고 유혹했다. 그리고 뱀은 거룩한 하와를 유혹했고, 이해하는 자에게는 충분하다. 그리고 이 모든 파괴는 첫 사람 아담이 하와가 월경 중에 있을 때 그녀와 관계를 맺었기 때문에 일어났다 – 이것은 아담이 그녀와 관계를 맺기 전에 하와를 탔던 뱀의 오물과 불결한 씨앗이다. 보라, 여기에 너희 앞에 있다: 첫 사람 아담의 죄악 때문에 언급된 모든 일들이 생겨났다. 악한 릴리스는 그의 타락의 위대함을 보았을 때, 그녀의 껍질 속에서 강해졌고, 그의 의지에 반하여 아담에게 와서 그로부터 뜨거워져 많은 악마와 영혼과 릴린을 낳았다. (파타이 81:455f)

#### 조하르
조하르에 나오는 릴리스에 대한 언급은 다음과 같다.
그녀는 밤에 배회하며 세상을 두루 다니며 남자들과 장난치고 그들로 하여금 씨를 발산하게 한다. 남자가 집에서 혼자 잠을 자는 곳마다 그녀는 그를 찾아와 붙잡고 자신에게 달라붙어 그로부터 욕망을 채우고 그로부터 낳는다. 그리고 그녀는 또한 그에게 질병을 일으키는데, 그는 그것을 알지 못하며, 이 모든 것은 달이 기우는 동안 일어난다.
이 구절은 탈무드 샤바트 151b에 나오는 릴리스 언급(위 참조)과 야간 유정이 악마의 탄생과 연결된 탈무드 에루빈 18b와 관련이 있을 수 있다.
라파엘 파타이에 따르면, 더 오래된 자료들은 릴리스가 홍해를 건넌 후(루이 긴즈버그의 『유대인 전설』에서도 언급됨) 아담에게 돌아와 그에게 강제로 아이를 낳게 했다고 명확히 기술한다. 그렇게 하기 전에 그녀는 카인에게 들러붙어 그에게 수많은 영과 악마를 낳게 한다. 그러나 조하르에서는 릴리스가 아담과의 짧은 성적 경험 중에도 자손을 낳는 데 성공했다고 한다. 릴리스는 아담에게 적합한 배우자가 아니었기에 에덴에서 아담을 떠난다. 게르숌 숄렘은 조하르의 저자 랍비 모세 데 레온이 릴리스에 대한 민속 전통과 또 다른 상충되는 버전, 아마도 더 오래된 버전을 모두 알고 있었다고 제안한다.
조하르는 한 명 대신 두 명의 여성 영혼, 릴리스와 나아마가 아담을 원했고 유혹했다고 덧붙인다. 이러한 결합의 결과물은 "인류의 재앙"이라고 불리는 악마와 영혼이었으며, 일반적으로 덧붙여진 설명은 릴리스가 아담의 의지에 반하여 그를 압도한 것은 아담 자신의 죄 때문이라는 것이었다.

### 17세기 히브리어 마법 부적

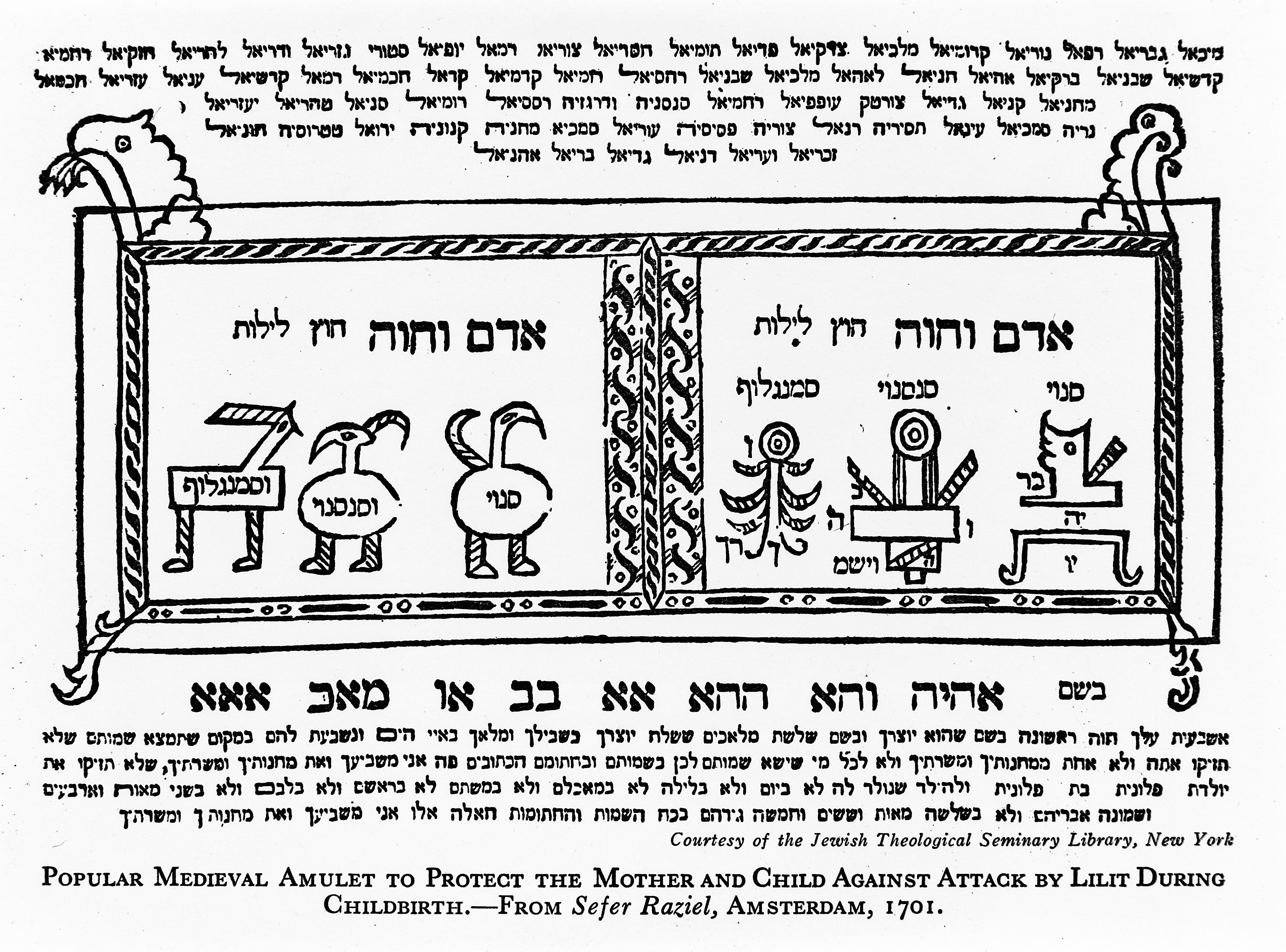
릴리스로부터 어머니와 자녀를 보호하기 위한 중세 히브리어 부적

리트만 도서관에 소장된 장 드 파울리의 조하르 번역본 사본에는 삽입된 17세기 후반 인쇄된 히브리어 시트가 있는데, 이는 마법 부적으로 사용되며 예언자 엘리야가 릴리스와 대치하는 장면을 담고 있다.
이 시트에는 테두리 안에 두 개의 텍스트가 있는데, 하나는 남성용('lazakhar'), 다른 하나는 여성용('lanekevah') 부적이다. 이 기도문에는 아담, 하와, 릴리스, '하바 리쇼나'(릴리스와 동일한 첫 번째 하와), 그리고 악마 또는 천사인 사노이, 산시노이, 스망겔루프, 쉬마리엘(수호자), 하스디엘(자비로운 자)이 언급된다. 이디시어 몇 줄 뒤에는 엘리야 예언자와 릴리스의 대화가 이어진다. 엘리야가 릴리스와 그녀의 악마 무리를 만나 어머니를 죽이고 새로 태어난 아기를 데려가려('피를 마시고 뼈를 빨고 살을 먹으려') 할 때의 대화이다. 릴리스는 엘리야에게 자신의 비밀 이름을 사용하면 힘을 잃을 것이라고 말하며, 마지막에 그 이름을 밝힌다: lilith, abitu, abizu, hakash, avers hikpodu, ayalu, matrota ...
다른 부적들에는 아마도 『벤 시라의 알파벳』의 영향을 받아 그녀가 아담의 첫 번째 아내라고 명시되어 있다. (얄쿠트 르우베니, 조하르 1:34b, 3:19)
찰스 리처드슨 (사전편찬자)의 『대백과사전』 사전 부분은 자장가의 어원적 논의에 "스킨너 사본에 쓰인 필사본 주석"[즉, 스티븐 스키너 (사전편찬자)의 1671년 『영국어 어원 사전』]을 덧붙이는데, 이는 자장가라는 단어가 유대인 어머니들이 유아의 요람 위에서 암송하는 히브리어 주문 Lillu abi abi, 즉 "릴리스 떠나라"에서 유래했다고 주장한다. 리처드슨은 이 이론을 지지하지 않았고 현대 사전편찬자들은 이를 거짓 어원으로 간주한다.

### 알자스 크라스메서 (16세기부터 20세기)
주구라기보다는 보호를 위한 의식용 물건인 "크라스메서"(또는 "크라이스메서", 원형 칼)는 16세기부터 20세기까지 알자스, 스위스, 남부 독일 지역의 유대인 출산 의식에서 중요한 역할을 했다. 크라스메서는 조산사나 남편이 임신했거나 출산 중인 여성 주위에 마법진을 그려 릴리스와 사시로부터 그녀를 보호하는 데 사용되었는데, 이들은 어린이와 임산부에게 가장 큰 위험으로 여겨졌다.
랍비 나프탈리 히르쉬 벤 엘리저 트레베스는 1560년에 이미 이러한 관습을 묘사했으며, 이후 파울 크리스티안 키르히너와 요한 크리스티안 게오르크 보덴샤츠 모두 출산 침대 옆에 놓인 칼이나 검에 대한 언급을 통해 그 지속성을 나타냈다. 스위스 유대인 박물관의 출산 풍습에 대한 출판물에는 20세기 바덴뷔르템베르크주의 구전 기록도 포함되어 있는데, 이 역시 출산 중인 여성을 보호하기 위해 칼로 원을 그리는 동작을 언급한다.

## 그리스-로마 신화

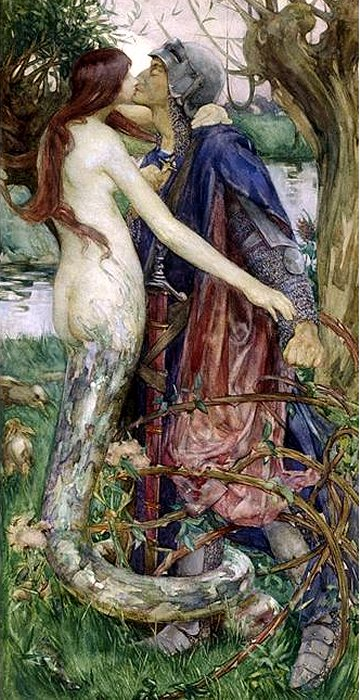
키츠의 "라미아"에서 영감을 받은 여마법사의 키스(이소벨 릴리안 글로아그, 1890년경), 라미아를 반은 뱀, 반은 여자로 묘사한다

불가타의 이사야서 34:14에서 릴리스는 lamia로 번역된다.
오귀스탱 칼메에 따르면, 릴리스는 흡혈귀와 마법에 대한 초기 견해와 관련이 있다:
일부 학자들은 가장 먼 고대에서 흡혈귀의 흔적을 발견했다고 생각했지만, 그들이 말하는 모든 것은 흡혈귀에 대해 전해지는 것과는 거리가 멀다. 살아있는 사람들의 피를 빨아 그들의 죽음을 초래했다고 비난받는 라미아, 스트리가, 마법사들, 그리고 주문과 악의적인 주문으로 신생아를 죽음에 이르게 했다고 전해지는 마법사들은 우리가 흡혈귀라는 이름으로 이해하는 것과는 전혀 다르다. 이 라미아와 스트리가가 실제로 존재했다는 것을 인정한다 하더라도, 우리는 그것이 잘 증명될 수 있다고 믿지 않는다.
나는 이 용어들[ lamiae와 strigae]이 성경 번역본에서 발견된다는 것을 인정한다. 예를 들어, 이사야는 바빌론이 멸망 후 겪을 상황을 묘사하면서, 그곳이 사티로스, 라미아, 스트리가(히브리어로는 릴리스)의 거처가 될 것이라고 말한다. 히브리어에 따르면 이 마지막 용어는 그리스인들이 strix와 lamiae로 표현하는 것과 동일한 의미를 가지며, 신생아를 죽이려 하는 마녀 또는 마법사를 의미한다. 따라서 유대인들은 방금 출산한 여성의 방 네 모퉁이에 "아담, 하와, 릴리스는 여기서 떠나라"고 쓰는 것이 관례이다. ... 고대 그리스인들은 이 위험한 마녀들을 라미아라고 불렀으며, 그들이 아이들을 잡아먹거나 그들의 피를 모두 빨아들여 죽게 만들었다고 믿었다.

지그문트 후르비츠에 따르면 탈무드의 릴리스는 그리스의 라미아와 연결되는데, 후르비츠에 따르면 라미아 역시 아이를 훔치는 라미아 악마의 일족을 지배했다. 라미아는 "아이 살해자"라는 칭호를 가지고 있었고 릴리스처럼 그녀의 악의로 인해 두려움을 받았다. 그녀는 다양한 상충되는 기원을 가지고 있으며 허리 위로는 인간의 상체를, 허리 아래로는 뱀의 몸을 가졌다고 묘사된다. 한 자료는 그녀가 단순히 여신 헤카테의 딸이라고 말하며, 다른 자료는 라미아가 제우스와의 관계 때문에 여신 헤라에게 사산아를 낳게 하는 저주를 받았다고 말한다. 또는 헤라는 라미아가 남편 제우스와 잠을 잤다는 분노에 라미아의 모든 자녀(스킬라 제외)를 죽였다. 이로 인한 슬픔으로 라미아는 괴물로 변하여 어머니들의 아이들을 훔쳐 잡아먹음으로써 복수했다. 라미아는 식인 욕구에 필적하는 잔인한 성욕을 가지고 있었다. 그녀는 흡혈귀적인 영으로 악명이 높았고 남자의 피를 빠는 것을 좋아했다. 그녀의 능력은 "시빌의 표식", 즉 두 번째 시야의 선물이었다. 제우스가 그녀에게 시야의 선물을 주었다고 전해진다. 그러나 그녀는 죽은 자녀에 대해 영원히 집착하도록 눈을 감을 수 없게 "저주"를 받았다. 라미아를 불쌍히 여긴 제우스는 그녀에게 눈을 소켓에서 빼내고 다시 넣을 수 있는 능력을 주었다.

## 만다야교에서
『긴자 랍바』와 『쿨라스타』와 같은 만다야교 경전에서 릴리스(언어 오류(myz): ࡋࡉࡋࡉࡕ)는 어둠의 세계의 거주자로 언급된다.
릴리스는 기원후 7세기 고대 후기 납 부적 "BM 135794 II"에 만다야어로 새겨진 만다야교 마법 주문에 복수 형태로 다른 악마들과 함께 언급되어 있다. 이 부적의 첫 번째 텍스트는 다양한 악마들을 복수 형태로 명명하여 묶고, 제압하고, 파괴할 것을 요구하는 금지 구문으로 구성되어 있으며, 또한 시간에 따라 돌아다니며 "아담의 자녀와 하와(=하와)의 모든 자손"을 해치는 악마들에 대해서도 이야기한다. 이 구문의 줄은 거의 동일하게 세 번 반복되며, 릴리스의 이름은 복수형으로 27, 46, 55줄에 "사흐라스, 데우, 르후아스, 후마르타스, 릴리츠"라는 거의 동일한 줄에 나타난다. 70-100줄에서는 부적 텍스트의 금지 구문이 끝나고, 그노시스 나무에 대한 만다야교 마법 이야기가 이어진다. 이 이야기는 다양한 악마 그룹으로 구성된 그노시스 나무와 나무에 사는 "데우" 악마가 나무에서 쫓겨나 대천사 가브리엘에 의해 나무에서 추방되는 이야기를 담고 있다. 부적의 이 부분에서 릴리스는 이 그노시스 나무의 일부로 언급되며, 다시 복수 형태로 묘사된다. 나무의 줄기는 76-77줄에서 "데우"(또는 '데위' 또는 '다에바')로 구성되어 있다고 하며, 나무의 잎은 77줄에서 "라타바스"('악마')로, 가지는 77-78줄에서 "릴리츠"로 구성되어 있다고 한다. 이 부적은 악마들을 "계절", "월", "일", "시간", "분" 등과 같은 시간 단위와 연관시키며, 따라서 이 부적은 "시간의 악마" 또는 위협적이고 해로운 요소로서의 시간에 대한 마법적 보호로 해석된다.
이 부적은 아르다시르 3세 재위 기간 동안 사산 제국의 총리를 지낸 마흐아드후르 구슈나스프의 가족 기록 보관소로 추정되는 납, 은, 금 부적 세트의 일부이며, H.S. 알렉산더 중령이 1910년에서 1920년 사이에 이라크 남부 티그리스 강과 유프라테스 강 합류점 근처 엘-쿠르나 언덕의 개인 주택 기초 아래에 있는 납 항아리에서 개인 발굴 중 발견했다. 이 부적은 대영 도서관으로 넘어갔고 현재 대영 박물관 고대 근동 부서에 보관되어 있다. 텍스트는 학자 크리스타 뮐러-케슬러가 번역하여 2002년 코르넬리아 분쉬와 C. B. F. 워커의 『광산 기록』에 출판되었다.

## 아랍 신화에서
오컬트 작가 아흐마드 알-부니(사망 1225년)는 그의 『위대한 지식의 태양』(아랍어: شمس المعارف الكبرى)에서 "아이들의 어머니"(움 알-소비안)라고 불리는 악마를 언급하는데, 이 용어는 "한 곳"에서도 사용된다.
1953년경 기록된 민속 전통은 아담에게 거부당하고 대신 이블리스와 짝을 이룬 진 카리나에 대해 이야기한다. 그녀는 수많은 악마를 낳았고 그들의 어머니로 알려졌다. 아담에게 복수하기 위해 그녀는 인간 아이들을 쫓는다. 따라서 그녀는 임산부의 아기를 자궁에서 죽이거나, 남성에게 발기부전을 일으키거나, 어린 아이들을 질병으로 공격한다. 오컬트 관행에 따르면, 그녀는 악마 왕 무라 알-아비야드의 지배를 받는데, 이는 마법 문헌에서 이블리스의 또 다른 이름으로 보인다. 카리나와 릴리스에 대한 이야기는 초기 이슬람에서 합쳐졌다.

## 서양 미디어에서

### 독일 미디어에서

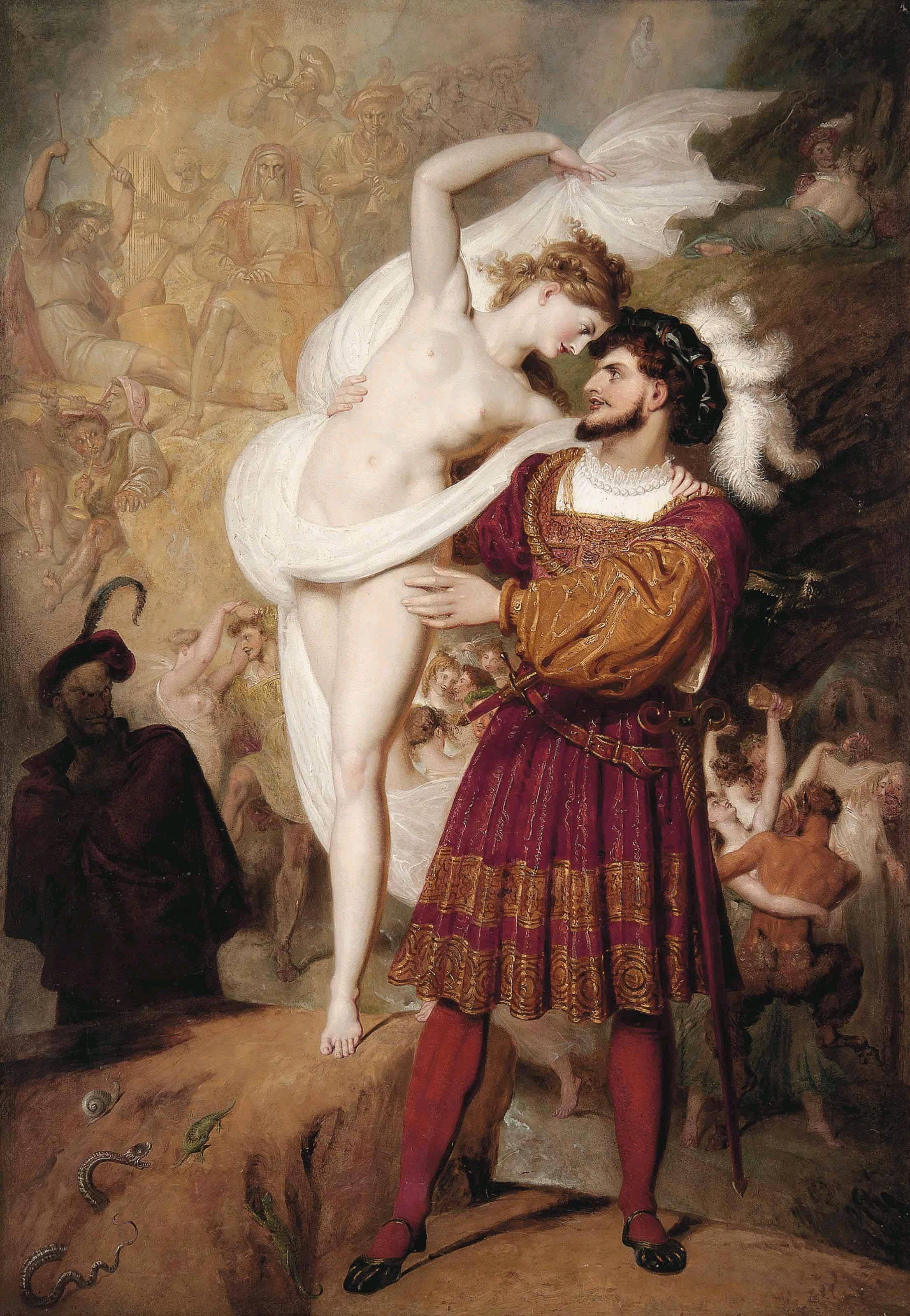
리처드 웨스톨 작 파우스트와 릴리스 (1831)

낭만주의 문학(1789-1832)에서 릴리스의 초기 등장은 요한 볼프강 폰 괴테의 1808년 작품 『파우스트: 비극 1부』였다.
파우스트:

    저기 누구지?

메피스토펠레스:

    잘 봐.

    릴리스.

파우스트:

    릴리스? 그게 누군데?

메피스토펠레스]]:

    아담의 아내, 그의 첫 아내. 조심해.

    그녀의 아름다움은 위험한 머리카락 자랑.

    릴리스가 젊은 남자들 주위에 꽉 감으면

    그들을 쉽게 놓아주지 않아.— 1992 그린버그 번역, 4206–4211행

메피스토펠레스가 파우스트에게 이 경고를 한 후, 그는 꽤나 아이러니하게도 파우스트에게 "예쁜 마녀"와 춤을 추라고 권한다. 릴리스와 파우스트는 짧은 대화를 나누며, 릴리스는 에덴에서 보낸 나날들을 이야기한다.
파우스트: [젊은 마녀와 춤추며]

    어느 날 아름다운 꿈을 꾸었어

    푸른 잎 사과나무를 보았지,

    두 개의 사과가 줄기에 흔들렸어,

    너무 유혹적이었어! 나는 그것들을 따러 올라갔어.

예쁜 마녀:'

    에덴 시대부터

    사과는 인간의 욕망이었죠.

    선생님, 제 정원에도

    사과가 자란다고 생각하니 정말 기뻐요.— 1992 그린버그 번역, 4216 – 4223행

### 영국 미디어에서

단테 가브리엘 로세티의 『레이디 릴리스』 (1866–1868, 1872–1873)

1848년경에 형성된 라파엘 전파는 괴테의 릴리스 주제 작품에 큰 영향을 받았다. 1863년, 라파엘 전파의 단테 가브리엘 로세티는 후에 그의 첫 번째 『레이디 릴리스』 그림이 될 작업을 시작했으며, 그는 이 그림이 자신의 "지금까지 최고작"이 될 것이라고 예상했다. 그림에 나타나는 상징들은 낭만주의 릴리스의 "팜므 파탈" 명성을 암시한다: 양귀비(죽음과 차가움)와 흰 장미(불모의 열정). 1866년 자신의 『레이디 릴리스』 그림에 덧붙여, 로세티는 스윈번의 소책자 평론(1868)인 『왕립 아카데미 전시회 노트』에 처음 발표된 "릴리스"라는 제목의 소네트를 썼다.
아담의 첫 아내 릴리스에 관하여 전해지기를

(그가 하와를 얻기 전에 사랑했던 마녀는,)

뱀의 혀보다 먼저, 그녀의 달콤한 혀가 속였고,

그녀의 마법에 걸린 머리카락이 최초의 금이었다네.

그리고 그녀는 여전히 앉아 있네, 지구가 늙어가는 동안 젊음을 유지하며,

그리고 미묘하게 자신을 응시하며,

남자들을 그녀가 엮는 밝은 거미줄을 보게 만드네,

마음과 몸과 생명이 그 안에 붙잡힐 때까지.

장미와 양귀비는 그녀의 꽃이라네; 왜냐하면 어디에

그녀의 흩날리는 향기와

부드럽게 흩날리는 키스와 부드러운 잠에 사로잡히지 않는 이가 있겠는가, 오 릴리스여?

보라! 저 젊은이의 눈이 그대의 눈에서 타올랐듯이,

그대의 주문이 그를 꿰뚫었고, 그의 곧은 목은 굽어졌으며

그의 심장 주위에는 숨통을 조이는 황금 머리카락 한 가닥이 감겨있었네.— 『전집』, 216

그 시와 그림은 로세티의 그림 시빌라 팔미페라와 소네트 '영혼의 아름다움'과 함께 등장했다. 1881년, 릴리스 소네트는 '영혼의 아름다움'과 대조를 이루기 위해 "육체의 아름다움"으로 개명되었다. 두 시는 '생명의 집' 컬렉션(소네트 77번과 78번)에 연속적으로 배치되었다.
로세티는 1870년에 다음과 같이 썼다:
레이디 [릴리스] ... 풍성한 금발 머리를 빗고 거울에 비친 자신을 응시하는 현대 릴리스를 나타내는데, 그러한 본성들이 다른 이들을 자신들의 원 안으로 끌어들이는 기이한 매력으로 인함이다.— Rossetti, W. M. ii.850, D. G. Rossetti's emphasis

이는 유대인 문화에서 길고 위험한 여성의 유혹적인 힘을 상징하는 머리카락과 거울을 통해 여성에게 들어가 빙의시키는 것과 관련이 있는 유대 민속 전통과 일치한다.
빅토리아 시대 문학의 시인 로버트 브라우닝은 그의 시 "아담, 릴리스, 그리고 하와"에서 릴리스를 재해석했다. 1883년 처음 출판된 이 시는 아담, 하와, 릴리스 삼인조를 둘러싼 전통적인 신화를 활용한다. 브라우닝은 아담의 양쪽에 앉아 있는 릴리스와 하와를 서로 친밀하고 공범 관계에 있는 것으로 묘사한다. 죽음의 위협 아래에서 하와는 아담을 결코 사랑하지 않았음을 인정하는 반면, 릴리스는 그를 항상 사랑했음을 고백한다:
가장 심한 독이 내 입술을 떠날 때,

나는 생각했다, '이 거짓말에도 불구하고 그가 키스로

내 영혼의 가면을 벗긴다면 — 나는 기어갈 것이다

그의 노예로 — 영혼, 몸, 그리고 모든 것을 바쳐!— Browning 1098

브라우닝은 릴리스의 고대 악마 선조들의 특징보다는 그녀의 감정적 속성에 초점을 맞췄다.
스코틀랜드 작가 조지 맥도널드도 1895년 처음 출판된 『릴리스』라는 판타지 소설을 썼다. 맥도널드는 죄와 구원에 관한 영적 드라마에 릴리스라는 인물을 활용하여, 릴리스가 힘들게 구원을 얻는 모습을 그렸다. 작가의 묘사에는 릴리스 신화의 많은 전통적인 특징들이 나타난다: 길고 검은 머리카락, 창백한 피부, 아이들과 아기들에 대한 증오와 두려움, 그리고 거울에 비친 자신을 응시하는 것에 대한 강박. 맥도널드의 릴리스는 흡혈귀적 특성도 가지고 있다: 그녀는 사람들을 물어뜯고 피를 빨아 생명을 유지한다.
호주 시인이자 학자인 크리스토퍼 존 브레넌(1870–1932)은 그의 주요 저서 "시집: 1913"(시드니: G. B. 필립 앤드 선, 1914)에 "릴리스"라는 제목의 섹션을 포함시켰다. "릴리스" 섹션은 릴리스 신화를 탐구하는 13편의 시를 담고 있으며, 컬렉션 전체의 의미에 중요하다.
C. L. 무어의 1940년 단편 『지식의 열매』는 릴리스의 시점에서 쓰여졌다. 이 작품은 인간의 타락을 릴리스, 아담, 하와 사이의 삼각관계로 재해석한 것이다. 이 버전에서 하와가 금지된 열매를 먹는 것은 질투심 많은 릴리스의 오도된 조작의 결과인데, 릴리스는 자신의 경쟁자를 하나님에 의해 불신당하고 파괴되어 아담의 사랑을 되찾기를 바랐던 것이다.
영국 시인 존 시디크의 2011년 시집 『풀 블러드』에는 릴리스를 하나님의 신성한 여성적 측면으로 다루는 11편의 시로 구성된 "생명의 나무" 섹션이 있다. 이 시들 중 여러 편은 릴리스를 직접적으로 다루고 있으며, "쓰여지지 않은"이라는 작품은 서기관들에 의해 성경에서 여성적 측면이 삭제된 영적인 문제를 다룬다.
릴리스는 C. S. 루이스의 『사자, 마녀, 그리고 옷장』에서도 언급된다. 비버 씨는 주된 적대자인 자디스 하얀 마녀의 조상이 릴리스라고 말한다.
"릴리스"는 블라디미르 나보코프가 1928년에 쓴 시이다. 많은 이들이 이를 롤리타와 연결시켰지만, 나보코프는 "지적인 독자라면 이 비인칭적 판타지에서 내 후기 소설과의 연관성을 찾으려 하지 않을 것이다"라고 단호히 부인했다.

### 미국 미디어에서
릴리스: 극시는 미국 시인이자 극작가 조지 스털링이 무운시로 쓴 4막 중세 판타지 극시로, 1919년 처음 출판되었다. 영향력 있는 비평가 H. L. 멘켄은 스털링에 대해 "나는 그의 극시 릴리스가 그가 쓴 것 중 가장 위대한 것이었다고 생각한다"고 말했다. 뉴욕 타임즈는 릴리스를 "아직 미국에서 이루어진 가장 훌륭한 시극이자 영어로 쓰여진 가장 훌륭한 시극 중 하나"라고 선언했다. 작가 시어도어 드라이저는 "내가 아는 어떤 미국 극시보다 생각 면에서 더 풍부하다"고 말했다. 시인 클라크 애슈턴 스미스는 "릴리스는 분명 앨저넌 찰스 스윈번과 로버트 브라우닝 시대 이후 영어로 된 최고의 극시이다. ... 극 전체에 흩뿌려진 서정시들은 엘리자베스 시대의 어떤 시와도 비견될 정도로 아름답다"고 썼다.
역할극 시리즈 뱀파이어 더 마스커레이드에서 릴리스는 게임 속 신화에서 중요한 역할을 한다.
릴리스는 J. R. 살라망카의 1961년 소설로, 빈센트라는 남자가 릴리스라는 조현병 환자에게 유혹당하는 이야기를 다룬다. 이 소설은 사랑, 집착, 그리고 환상과 현실 사이의 흐릿한 경계라는 주제를 탐구한다. 동명의 장편 영화는 로버트 로센이 각본을 쓰고 진 시버그와 워런 비티가 주연하여 1964년에 개봉했다.
2019년 성인 애니메이션 시리즈 『해즈빈 호텔』에서 릴리스는 루시퍼의 아내이자 지옥의 여왕으로 묘사된다. 이 시리즈의 주인공 찰리는 릴리스의 딸이다. 워싱턴 타임스에 따르면, 『해즈빈 호텔』은 루시퍼와 릴리스가 신을 배신한 것을 영웅적이고 고귀한 것으로 제시함으로써 전통적인 서사를 전복시킨다.
디아블로 비디오 게임 시리즈에서 릴리스는 메피스토의 딸이자 연인인 천사 이나리우스와 함께 게임 세계를 창조한 존재로 묘사된다. 릴리스는 『디아블로 IV』의 주요 적대자 역할을 한다.

## 서양 신비주의에서

릴리스의 상징

낭만주의 시대에 묘사된 릴리스는 위카인들과 다른 현대 오컬트에서 계속해서 인기를 얻고 있다. "첫 어머니"의 아르카나와 특별히 관련된 입회를 특징으로 하는 릴리스의 흐름에 전념하는 몇몇 마법 단체가 존재한다. 릴리스와 관련된 입회와 마법을 사용하는 두 조직은 오르도 안티크리스티아누스 일루미나티와 오더 오브 포스포러스이다. 릴리스는 알리스터 크롤리의 『마법 예술에 대하여』에서 서큐버스로 나타난다. 릴리스는 또한 크롤리의 첫째 아이 누이트 마 아하투르 헤카테 사포 이제벨 릴리스 크롤리(1904–1906)의 중간 이름 중 하나였으며, 릴리스는 때때로 텔레마 저작에서 바발론과 동일시된다. 현대 위카에 기여한 많은 초기 오컬트 작가들은 릴리스에 대해 특별한 경의를 표했다. 찰스 릴랜드는 아라디아를 릴리스와 연결시켰다: 릴랜드에 따르면 아라디아는 헤로디아인데, 그녀는 스트레게리아 민속에서 마녀들의 우두머리로서 디아나와 연관된 것으로 여겨졌다. 릴랜드는 또한 헤로디아가 서아시아에서 유래한 이름이며, 그곳에서는 릴리스의 초기 형태를 나타냈다고 지적한다.
제럴드 가드너는 릴리스에 대한 역사적 숭배가 현재까지 계속되어 왔으며, 그녀의 이름이 때때로 코벤에서 여사제에 의해 의인화되는 여신에게 주어진다고 주장했다. 이 아이디어는 도린 발리엔테에 의해 더욱 입증되었는데, 그녀는 릴리스를 마법의 주재 여신으로 언급하며 "에로틱한 꿈의 의인화, 기쁨에 대한 억압된 욕망"이라고 말했다. 일부 현대 개념에서 릴리스는 여신의 구현으로 간주되며, 이러한 신앙에서 그녀의 상대인 이나나, 이슈타르, 아세라, 아낫, 아나히타 및 이시스와 공유되는 명칭으로 여겨진다. 한 견해에 따르면, 릴리스는 원래 수메르, 바빌로니아 또는 히브리어의 출산, 자녀, 여성, 성의 어머니 여신이었다.
레이먼드 버클랜드는 릴리스가 힌두교의 칼리와 동등한 어둠의 달의 여신이라고 주장한다.
많은 유신론적 사탄주의자들은 릴리스를 여신으로 여기며, 일부는 그녀를 강한 여성과 여성 권리의 수호자로 인정한다. 릴리스는 사탄과의 연관성 때문에 유신론적 사탄주의자들 사이에서 인기가 많으며, 주로 여성들이 숭배하지만 전적으로 그런 것은 아니다. 일부 사탄주의자들은 그녀가 사탄과 결혼했다고 믿으며 그녀를 어머니상으로 여긴다. 다른 이들은 그녀에 대한 존경심을 서큐버스로서의 역사에 기반하여 그녀를 성의 여신으로 칭송한다. 사탄적 릴리스에 대한 다른 접근 방식은 그녀가 한때 다산과 농업의 여신이었다는 것이다.
서양 신비주의 전통은 릴리스를 카발라의 클리포트와 연관시킨다. 디온 포춘은 "성모 마리아는 릴리스에 반영되어 있다"고 쓰고, 릴리스가 "욕정적인 꿈"의 원천이라고 말한다.
릴리스는 마이클 W. 포드의 루시퍼 전통에서 숭배의 원천이다. 현대 루시퍼주의의 연구 및 밀교적 발전은 릴리스를 사마엘과 동등하게 인식하며, "대적"의 상징을 구성한다. 마이클 W. 포드의 루시퍼주의 해석에 관한 작품들은 1999년과 2000년대 초에 "Book of the Witch Moon", "Luciferian Witchcraft", "Liber HVHI"로 처음 출판되었다. 릴리스에 관한 다양한 신화의 기원은 그 후 "The Bible of the Adversary", "Adversarial Light - Magick of the Adversary", "Maskim Hul", "Sebitti", "Akhkharu - Vampyre Magick", "Dragon of the Two Flames", "The Demons of Solomon" 등과 같은 작품들에서 출판되었다. 포드의 작품은 릴리스에 관한 기존의 일반적인 지식에서 간과되었던 상당히 깊은 지식을 탐구한다.
2007년에 처음 출판된 좌도 타로 카드인 "루시페리안 타로"는 릴리스의 여러 클리포트적 표현을 루시페리언주의에서 대적의 한 측면을 반영하는 안내자이자 여성 에너지로 묘사한다. 릴리스에 대한 장을 할애하는 추가 작품으로는 "Infernal Union - Sinister Initiation and Satanic Psalms"와 아랍 및 이슬람의 릴리스 표현을 다루는 "Whispers of the Jinn"이 있다. 다에바와 아흐리만 숭배를 중심으로 하는 고대 페르시아 마법에 관한 책인 야투크디노이흐(Yatukdinoih)는 릴리스의 발현을 마니교의 "아즈"와 조로아스터교 악마 "제흐"로 동일시한다. 이는 릴리스와의 직접적인 연관성에 관한 특성과 전설에 기반한다.
최근 릴리스는 마이클 W. 포드의 『릴리스와 라마슈투: 고대 심연의 전설』의 중심 연구 주제이며, 이 책은 루시퍼 관점에서 서양 신비주의 전통을 탐구한다. 메소포타미아의 3세기에서 8세기 아람어 주문 그릇은 다양한 종류의 릴리스 영혼과 릴리스의 묘사, 그리고 악마의 왕 바그다나와의 연관성에 대한 많은 지식을 담고 있다. 릴리스와 관련하여 현대 루시페리안 마법의 목표는 인간에게 내재된 야행성 에너지를 추구하는 방법을 활용하고 유익한 작업에 지향하는 것이다.
"흑마법사에게 이것들은 야행성 욕망의 악마이며, 우리의 무의식이 의식의 측면을 동기부여하는 열정이다. '마법사의 여주인' 이그라스는 마법 지식과 마법의 달성을 인도하고 영감을 주며, 공기의 요소를 조작하여 아스트랄 평면과 꿈을 통해 투영하는 것을 포함한다."Ford, Michael W (2024), 《Lilith and Lamastu - Legends of the Ancient Abyss》, Houston, Texas: Succubus Productions Publishing, 177쪽

## 같이 보기
- 아비주 – 유산 및 영아 사망의 원인으로 여겨지는 근동 악마
- 검은 달 릴리스 – 점성술적, 수학적 지점
- 다이몬 – 그리스 하급 신들을 지칭하는 용어, 영어 "demon"의 어원
- 라일라 – 유대 천사로, 이름은 "밤"을 의미하며 임신 중 보호하는 것으로 믿어진다
- 릴리스 페어 – 순회 음악 축제
- 노레아 – 그노시스 인물
- 뱀의 씨앗 – 주변부 신앙
- 세이렌 – 고대 그리스 종교의 위험한 여성 피조물
- 영혼 배우자 – 샤머니즘의 요소
- 서큐버스 – 릴리스를 기반으로 한 유혹적인 여성 악마의 한 종류
- 인큐버스 – 릴리스를 기반으로 한 유혹적인 남성 악마의 한 종류

### 설명주
1. ↑  창세기 1:27[14]과 비교 (이는 아담의 갈비뼈로 창조된 하와와 대조된다).[15]
2. ↑  크레이머는 주를 "올빼미"로 번역했지만, 대부분의 경우 "수리류", "독수리류" 또는 "맹금류"로 번역된다.
3. ↑  The animals mentioned in the Bible 헨리 치체스터 하트 1888, 및 더 현대적인 자료; 또한 브라운 드라이버 브릭스 히브리어 사전에서 tsiyyim, 'iyyim, sayir, liylith, qippowz 및 dayah 항목 참조.
4. ↑  מנוח‎, manoaḥ, 노아의 비둘기처럼 새에게 사용되었으며(창 8:9), 이스라엘 백성처럼 사람에게도 사용되었다(신 28:65; 나오미, 룻 3:1).
5. ↑  34:14 καὶ συναντήσουσιν δαιμόνια ὀνοκενταύροις καὶ βοήσουσιν ἕτερος πρὸς τὸν ἕτερον ἐκεῖ ἀναπαύσονται ὀνοκένταυροι εὗρον γὰρ αὑτοῖς ἀνάπαυσιν

번역: 그리고 악마들이 오노켄타우르들과 만날 것이며, 그들은 서로에게 부르짖을 것이다. 거기에 오노켄타우르들이 쉬고, 자신들을 위한 안식처를 찾을 것이다.
6. ↑  라시: espointe; 자스트로: "일종의 열병 (?)"; 코헛: "옆구리 통증".
7. ↑  텍스트 혼란; 디크두케 소페림 하샬렘 참조. 많은 이들이 문자 그대로 "릴리스의 화살"을 의미한다고 생각하지만, 코헛: "번개의 화살". 아루흐: "화살 모양의 돌로, 우박과 함께 떨어지며, 고소인을 뒤집는다". 라시: "화살 모양의 돌로, 우박과 함께 하늘에서 떨어진다". 보이치에흐는 추측한다: "아마도 운석이거나, 구어적으로는 돌로 된 번개인 섬광석일 것이다." 셰리라의 주석(의미 불분명) 참조.
8. ↑  라쉬밤: "호르민은 우리 판본이며, 나는 나의 존경하는 아버지에게서 그렇게 들었다. 그러나 나는 호르미즈, 즉 악마의 한 종류를 들었다." 이 후자 판본은 릿바와 아루흐, 그리고 MS 함부르크 165, 파리 1337, 에스코리알 1115에 나타난다. 토사포트 b. 기틴 11a s.v. 호르민 참조. 호르민(앙그라 마이뉴)과 호르미즈(오르무즈드)는 조로아스터교의 두 가지 대립되는 힘이다. 랍베누 게르솜에게 귀속된 주석 또한 "특정 악마"라고 주석하지만, 릿바는 "어떤 이들은 악마라고 말하며, 악마는 북쪽에 위치할 때 더 잘 보인다. 그러나 다른 이들은 그것이 악마와 시각적 환상에 대해 매우 잘 아는 사람의 이름이라고 말한다."
9. ↑  손상되었거나 불분명하다. 변형: 로낙, 도낙, 로르낙, 도그낙, 도그, 아그낙, 디낙, 도르낙, 다방, 라방. 아루흐는 "강의 다리"를 인용한다.
10. ↑  게르솜에게 귀속된 주석에 따르면, 악마의 왕은 그가 공개적으로 마법을 행하고 있다는 것을 듣고 그들의 비밀을 보호하기 위해 그를 죽였다. 또 다른 가능성은 라쉬밤에 인용되어 있다: "인간과 악마의 결합으로 태어난 이 피조물에 의해 왕권이 빼앗길 것을 두려워한 카이사르의 집은 인간들 사이에 살고 있다."

### 참조주
1. 1 2  McDonald, Beth E. (2009). 〈In Possession of the Night: Lilith as Goddess, Demon, Vampire〉.   Sabbath, Roberta Sternman. 《Sacred Tropes: Tanakh, New Testament, and Qur'an As Literature and Culture》. 레이던 and 보스턴: 브릴 (출판사). 175–178쪽. doi:10.1163/ej.9789004177529.i-536.42. ISBN 978-90-04-17752-9.
2. ↑  “Blood, Gender and Power in Christianity and Judaism”. 《www2.kenyon.edu》. 2024년 3월 5일에 원본 문서에서 보존된 문서. 2022년 1월 8일에 확인함.
3. 1 2  이사야 34:14
4. ↑  Müller-Kessler, Christa (2001). 《Lilit(s) in der aramäisch-magischen Literatur der Spätantike》. 《Altorientalische Forschungen》 28 (Walter de Gruyter GmbH). 338–352쪽. doi:10.1524/aofo.2001.28.2.338. S2CID 163723903.
5. ↑  Davidson, Gustav (1971) Dictionary of Angels.pdf A Dictionary of Angels including the Fallen Angels, New York, The Free Press, p. 174. ISBN 002907052X
6. ↑  B., Shapiro, Marc (2008). 《Studies in Maimonides and his interpreters》. University of Scranton Press. 134쪽. ISBN 978-1-58966-165-3. OCLC 912624714.
7. 1 2  Blair (2009).
8. ↑  Scurlock, JoAnn; Anderson, Burton (2005). 《Diagnoses in Assyrian and Babylonian Medicine: Ancient Sources, Translations, and Modern Medical Analysis》 (print) (영어). Urbana and Chicago: University of Illinois Press. 273 & 434쪽. ISBN 0-252-02956-9. The lilû-demons and their female counterparts, the lilītu or ardat lilî-demons... If a girl or boy had the misfortune of dying before having had the opportunity to marry and have children, it was believed that his or her ghost was forever doomed to prowl the earth." - page 273; "Lilû, lilītu, and ardat lilî were a class of demons who were believed to be recruited from among young persons who died just before or just after marriage. These demons tended to victimize persons of the opposite sex but of the same age as themselves. For example, the adolescent female ardat lilî was responsible for Gilles de la Tourette syndrome, a disorder that primarily affects boys in the first two decades of life (see Chapter 13)."- page 434
9. ↑  Farber, Walter (1990) Reallexikon der Assyriologie und vorderasiatischen Archäologie (RLA), 7, Berlin, de Gruyter, pp. 23–24, ISBN 3-11-010437-7.
10. ↑  Hutter, Manfred (1999) "Lilith", in K. van der Toorn et al. (eds.), Dictionary of Deities and Demons in the Bible, Leiden, Brill, pp. 520–521. ISBN 90-04-11119-0.
11. 1 2  “Stalking Us for 9,000 Years: The Levantine Origins of the Undead”. 《Haaretz》. 2022년 12월 5일에 원본 문서에서 보존된 문서. 2024년 1월 7일에 확인함.
12. 1 2  Marlene E Mondriaan (UP). 《Lilith and Eve – wives of Adam》. 《Sabinet African Journals》.
13. 1 2  Emrys, Wendilyn (March 2018), 《The Transformations of a Goddess: Lillake, Lamashtu, and Lilith》 – Research Gate 경유
14. ↑  창세기 1:27
15. ↑  창세기 2:22
16. ↑  Schwartz, Howard (2006). 《Tree of Souls: The Mythology of Judaism》. Oxford University Press. 218쪽. ISBN 978-0-19-532713-7.
17. 1 2  Kvam, Kristen E.; Schearing, Linda S.; Ziegler, Valarie H. (1999). 《Eve and Adam: Jewish, Christian, and Muslim Readings on Genesis and Gender》. Indiana University Press. 220–221쪽. ISBN 978-0-253-21271-9. 2023년 8월 17일에 원본 문서에서 보존된 문서. 2017년 3월 26일에 확인함.
18. ↑  Freedman, David Noel (ed.) (1997, 1992). Anchor Bible Dictionary. New York: Doubleday. "Very little information has been found relating to the Akkadian and Babylonian view of these figures. Two sources of information previously used to define Lilith are both suspect."
19. ↑  이사야 34:14
20. 1 2  Hammer, Jill (n.d.). “Lilith, Lady Flying in Darkness”. 《My Jewish Learning》 (미국 영어). 2015년 3월 25일에 원본 문서에서 보존된 문서. 2023년 11월 20일에 확인함.
21. ↑  “Babylonian Talmud: Tractate Shabbath”. 2023년 7월 20일에 원본 문서에서 보존된 문서. 2024년 6월 4일에 확인함.
22. ↑  Shaked, Shual (2013). 《Aramaic Bowl Spells》. 120–130쪽.
23. ↑  Ebeling, Erich; Meissner, Bruno; Edzard, Dietz Otto Reallexikon der Assyriologie Vol. 9, pp. 47, 50. De Gruyter.
24. ↑  Astour, Michael C. (1965) Hellenosemitica: an ethnic and cultural study in west Semitic impact on Mycenaean. Greece. p. 138.
25. ↑  아치볼드 헨리 세이스, Hibbert Lectures on Babylonian Religion 1887.
26. ↑  샤를 포세, La Magie Assyrienne, Paris: 1902.
27. ↑  Fossey, Charles (1902). 《La magie assyrienne; étude suivie de textes magiques, transcrits, traduits, et commentés》 (프랑스어). Paris: E. Leroux. 37쪽. Le lilú, la lilît et l'ardat lili, un mâle et deux femelles, formant une trinité de démons que les textes ne séparent guère. Ils personnifient les forces perturbatrices de l'atmosphère...
28. ↑  Kramer, S. N. (1938) Gilgamesh and the Huluppu-Tree: A Reconstructed Sumerian Text. Assyriological Studies 10. Chicago.
29. ↑  George, A. (2003) The epic of Gilgamesh: the Babylonian epic poem and other texts in Akkadian. p. 100 Tablet XII. Appendix The last Tablet in the 'Series of Gilgamesh' . ISBN 9780713991963
30. ↑  《시카고 아시리아 사전》. Chicago: 시카고 대학교. 1956.
31. ↑  Hurwitz (1980), 49쪽.
32. ↑  Manfred Hutter article in Karel van der Toorn, Bob Becking, Pieter Willem van der Horst – 1999 pp. 520–521, article cites Hutter's own 1988 work Behexung, Entsühnung und Heilung Eisenbrauns 1988. pp. 224–228.
33. ↑  Sterman Sabbath, Roberta (2009) Sacred tropes: Tanakh, New Testament, and Qur'an as literature and culture.
34. ↑  Sex and gender in the ancient Near East: proceedings of the 47th Rencontre Assyriologique Internationale, Helsinki, 2–6 July 2001, Part 2 p. 481.
35. ↑  Ribichini, S. (1976) "Lilith nell-albero Huluppu", pp. 25 in Atti del 1° Convegno Italiano sul Vicino Oriente Antico, Rome.
36. ↑  Frankfort, H. (1937). 《The Burney Relief》. 《Archiv für Orientforschung》 12. 128–135쪽. JSTOR 41680314.
37. ↑  Kraeling, Emil (1937). 《A Unique Babylonian Relief》. 《Bulletin of the American Schools of Oriental Research》 67. 16–18쪽. doi:10.2307/3218905. JSTOR 3218905. S2CID 164141131.
38. ↑  Lowell K. Handy article Lilith Anchor Bible Dictionary
39. ↑  Albenda, Pauline (2005). 《The "Queen of the Night" Plaque: A Revisit》. 《Journal of the American Oriental Society》 125. 171–190쪽. JSTOR 20064325.
40. ↑  Bible Review Vol 17 Biblical Archaeology Society – 2001
41. ↑  Jacobsen, Thorkild (1987). "Pictures and pictorial language (the Burney Relief)". In Mindlin, M.; Geller, M.J.; Wansbrough, J.E. (eds.). Figurative Language in the Ancient Near East. London: School of Oriental and African Studies, University of London. pp. 1–11. ISBN 0-7286-0141-9.
42. ↑  Gaster, T. H. (1942). A Canaanite Magical Text. Or 11:
43. ↑  Torczyner, H. (1947). 《A Hebrew Incantation against Night-Demons from Biblical Times》. 《Journal of Near Eastern Studies》 6 (University of Chicago Press). 18–29쪽. doi:10.1086/370809. S2CID 161927885.
44. ↑  Ann, Martha; Myers Imel, Dorothy (1995). 《Goddesses in World Mythology》. Oxford Uni Press. 336쪽. ISBN 019509199X.
45. ↑  Childs, Brevard S. (2001). 《Isaiah: A Commentary by Brevard S. Childs》. The Old Testament library 1판. Louisville, Kentucky: Westminster John Knox Press. ISBN 978-0-664-22143-0.
46. ↑  de Waard, Jan (1997). 《A handbook on Isaiah》. Winona Lake, IN. ISBN 1-57506-023-X.
47. ↑  “Isaiah 34:14 (JPS 1917)”. 《Mechon Mamre》. 2021년 1월 19일에 원본 문서에서 보존된 문서. 2020년 5월 28일에 확인함.
48. ↑  Blair (2009), 27쪽.
49. ↑  Morray-Jones, Christopher R. A. (2002) A transparent illusion: the dangerous vision of water in Hekhalot. Brill. ISBN 9004113371. Vol. 59, p. 258: "two manuscripts that date to the Herodian period, with 4Q510 slightly earlier".
50. ↑  Jahrbuch für Protestantische Theologie 1, 1875. p. 128.
51. ↑  Levy, Moritz Abraham. 《Zeitschrift der deutschen morgenländischen Gesellschaft》. ZDMG 9. 1885. 470, 484쪽. 2011년 10월 18일에 원본 문서에서 보존된 문서. 2010년 9월 12일에 확인함.
52. ↑  “The Old Testament (Vulgate)/Isaias propheta”. Wikisource (Latin). 2023년 4월 18일에 원본 문서에서 보존된 문서. 2007년 9월 24일에 확인함.
53. ↑  “Parallel Latin Vulgate Bible and Douay-Rheims Bible and King James Bible; The Complete Sayings of Jesus Christ”. Latin Vulgate. 2023년 6월 10일에 원본 문서에서 보존된 문서. 2020년 5월 28일에 확인함.
54. ↑  Davis, Michael T.; Strawn, Brent A. (2007) Qumran studies: new approaches, new questions. Wm. B. Eerdmans Publishing. ISBN 9780802860804. p. 47: "two manuscripts that date to the Herodian period, with 4Q510 slightly earlier".
55. ↑  Chilton, Bruce; Bock, Darrell and Gurtner, Daniel M. (2010) A Comparative Handbook to the Gospel of Mark. Brill. p. 84. ISBN 9789004179738
56. ↑  “Lilith”. 《Biblical Archaeology Society》 (영어). 2019년 10월 31일. 2020년 5월 30일에 확인함.
57. 1 2  Baumgarten, J. M. (1991). 《On the Nature of the Seductress in 4Q184》. 《Revue de Qumran》 15. 133–143쪽. JSTOR 24608925.
58. ↑  Baumgarten, J. M. (2001). 《The seductress of Qumran》. 《Bible Review》 17. 21–23; 42쪽.
59. ↑  Collins, J. J. (1997) Jewish wisdom in the Hellenistic age. Westminster John Knox Press. ISBN 9780664221096
60. ↑  “Jerusalem Talmud Shabbat 6:9:6”. 《Sefaria》. In the Leiden manuscript a dash has been inserted between לי and לית to create לילית, presumably by the Venice printers, who indeed print לילית. Cambridge T-S F 17:32 f. 1r attests לי לי[ת], separated but with the final character lost to lacuna. 모세 마르고리예스 reads "Lilith" but 데이비드 히르쉬 프랭클, followed by all modern scholars, restores the manuscript text.
61. ↑  미슈나의 닛다 장은 투호로트 문헌 중 탈무드가 있는 유일한 장이다. 예루살렘 탈무드는 여기에서 불완전하지만, 닛다 장의 바빌로니아 탈무드(2a–76b)는 완전하다.
62. ↑  Aish (2011년 8월 18일). “Lillith”. 《Aish.com》. 2020년 5월 29일에 확인함.
63. 1 2 3 4  Kosior, Wojciech (2018). 《A Tale of Two Sisters: The Image of Eve in Early Rabbinic Literature and Its Influence on the Portrayal of Lilith in the Alphabet of Ben Sira》. 《Nashim: A Journal of Jewish Women's Studies & Gender Issues》. 112–130쪽. doi:10.2979/nashim.32.1.10. S2CID 166142604. 2023년 1월 6일에 원본 문서에서 보존된 문서. 2018년 9월 5일에 확인함.
64. ↑  Numbers Rabbah, in: Judaic Classics Library, Davka Corporation, 1999. (CD-ROM).
65. 1 2 3  Shaked, Shaul (2013). 《Aramaic bowl spells : Jewish Babylonian Aramaic bowls. Volume one》. Ford, James Nathan; Bhayro, Siam; Morgenstern, Matthew; Vilozny, Naama. Leiden. ISBN 9789004229372. OCLC 854568886.
66. 1 2  Lesses, Rebecca (2001). 《Exe(o)rcising Power: Women as Sorceresses, Exorcists, and Demonesses in Babylonian Jewish Society of Late Antiquity》. 《Journal of the American Academy of Religion》 69. 343–375쪽. doi:10.1093/jaarel/69.2.343. JSTOR 1465786. PMID 20681106.
67. ↑  Descenders to the chariot: the people behind the Hekhalot literature, p. 277 James R. Davila – 2001: "that they be used by anyone and everyone. The whole community could become the equals of the sages. Perhaps this is why nearly every house excavated in the Jewish settlement in Nippur had one or more incantation bowl buried in it."
68. ↑  Yamauchi, Edwin M. (October–December 1965). 《Aramaic Magic Bowls》. 《Journal of the American Oriental Society》 85. 511–523쪽. doi:10.2307/596720. JSTOR 596720.
69. ↑  Isbell, Charles D. (March 1978). 《The Story of the Aramaic Magical Incantation Bowls》. 《The Biblical Archaeologist》 (영어) 41. 5–16쪽. doi:10.2307/3209471. JSTOR 3209471. S2CID 194977929.
70. ↑  Montgomery, James Alan (2011). 《Aramaic Incantation Texts from Nippur》. Cambridge: Cambridge University Press. 156쪽. ISBN 978-0-511-79285-4.
71. ↑  현자 벤 시라에게 귀속된 것은 거짓으로 간주되며, 진정한 저자는 알려지지 않았다.
72. ↑  “BEN SIRA, ALPHABET OF - JewishEncyclopedia.com”. 《www.jewishencyclopedia.com》. 2022년 6월 23일에 확인함.
73. ↑  벤 시라의 알파벳, 질문 5 (23a–b).
74. ↑  Humm, Alan. Lilith in the Alphabet of Ben Sira 보관됨 1997-02-22 - 웨이백 머신
75. ↑  Segal, Eliezer. Looking for Lilith 보관됨 2001-12-18 - 웨이백 머신
76. ↑  Schwartz (1988), 7쪽.
77. 1 2 3 4  Schwartz (1988), 8쪽.
78. ↑  Patai (1990), 229–230쪽.
79. ↑  Patai (1990), 230쪽.
80. 1 2  Patai (1990), 231쪽.
81. ↑  Geoffrey W. Dennis, The Encyclopedia of Jewish Myth, Magic and Mysticism: Second Edition.
82. ↑  “Jewish Encyclopedia demonology”.
83. ↑  Patai (1990), 244쪽.
84. ↑  Humm, Alan. Lilith, Samael, & Blind Dragon 보관됨 1997-02-22 - 웨이백 머신
85. ↑  Patai (1990), 246쪽.
86. ↑  R. Isaac b. Jacob Ha-Kohen. (1986) "Lilith in Jewish Mysticism: Treatise on the Left Emanation" in Joseph Dan, ed. The Early Kabbalah, New York: Pauilist Press, pp. 172-182. ISBN 0809127695
87. ↑  Patai (1990), 233쪽.
88. 1 2  Patai (1990), 232쪽.
89. ↑  Scholem, Gershom (1941) 유대 신비주의의 주요 경향. p. 174.
90. ↑  "Printed sheet, late 17th century or early 18th century, 185x130 mm.
91. ↑  “Lilith Amulet-J.R. Ritman Library”. 2010년 2월 12일에 원본 문서에서 보존된 문서.
92. ↑  Humm, Alan. Kabbalah: Lilith's origins 보관됨 1999-10-08 - 웨이백 머신
93. 1 2  Richardson, Charles (1845). 〈Lexicon: Lull, Lullaby〉.   Smedley, Edward; Rose, Hugh James; Rose, Edward John. 《Encyclopædia Metropolitana》 (영어) XXI. London: B. Fellowes; etc., etc. 597–598쪽. 2020년 6월 18일에 확인함.
94. ↑  〈lullaby〉. 《메리엄-웹스터.com 사전》 (영어). 메리엄-웹스터. 2020년 6월 18일에 확인함.; 〈lullaby〉. 《아메리칸 헤리티지 사전》 5판. Houghton Mifflin Harcourt. 2020년 6월 18일에 확인함.; Simpson, John A., 편집. (1989). 〈lullaby〉. 《The Oxford English dictionary》 IX 2판. Oxford: Clarendon Press. 93쪽. ISBN 978-0-19-861221-6. 2020년 6월 18일에 확인함 – Internet Archive 경유.
95. 1 2  Lubrich, Naomi, 편집. (2022). 《Birth Culture. Jewish Testimonies from Rural Switzerland and Environs》 (독일어, 영어). Basel. 9–35쪽. ISBN 978-3796546075.
96. ↑  Calmet, Augustine (1751). 《Treatise on the Apparitions of Spirits and on Vampires or Revenants: of Hungary, Moravia, et al. The Complete Volumes I & II. 2016》. CreateSpace Independent Publishing Platform. 353쪽. ISBN 978-1-5331-4568-0.
97. 1 2 3  Hurwitz (1980), 43쪽.
98. ↑  Hurwitz (1980), 78쪽.
99. ↑  Gelbert, Carlos (2011). 《Ginza Rba》. Sydney: Living Water Books. ISBN 9780958034630. 2022년 3월 16일에 원본 문서에서 보존된 문서. 2021년 12월 17일에 확인함.
100. 1 2  Müller-Kessler 2002, 183–186쪽.
101. ↑  Müller-Kessler 2002, 185–186쪽.
102. ↑  Müller-Kessler 2002, 183, 186-187쪽.
103. ↑  Müller-Kessler 2002, 186–187쪽.
104. ↑  Müller-Kessler 2002, 185–187쪽.
105. ↑  Müller-Kessler 2002, 183–187쪽.
106. ↑  Hurwitz (1980), 160쪽.
107. ↑  Lebling, Robert (2010). 《Legends of the Fire Spirits: Jinn and Genies from Arabia to Zanzibar》. New York City, New York and London, England: I. B. Tauris. 37쪽. ISBN 978-0-85773-063-3.
108. 1 2 3 4 5  Amy Scerba. “Changing Literary Representations of Lilith and the Evolution of a Mythical Heroine”. 2011년 12월 21일에 원본 문서에서 보존된 문서. 2011년 12월 9일에 확인함.
109. ↑  Schwartz (1988).
110. ↑  Seidel, Kathryn Lee. The Lilith Figure in Toni Morrison's Sula and Alice Walker's The Color Purple 보관됨 2019-08-06 - 웨이백 머신
111. ↑  The Lion, the Witch, and Wardrobe, Collier Books (paperback, Macmillan subsidiary), 1970, pg. 77.
112. ↑  Vladimir Nabokov "Collected Poems" edited and introduced by Thomas Karshan, Penguin Books, c2012.
113. ↑  “Poet Found Dead in Bed in S. F. Club,” Oakland Tribune (17 November 1926), p. 1.
114. ↑  Percy A. Hutchison, “Poetic Drama Did Not Die with Stephen Phillips,” New York Times Review of Books (22 August 1926), p. 9.
115. ↑  Theodore Dreiser, “Introduction,” Lilith: A Dramatic Poem (New York: Macmillan, 1926), p. xi.
116. ↑  Clark Ashton Smith, “Praise for Sterling,” Oakland Enquirer (10 January 1920), p.8.
117. ↑  Kellner, Mark A. (2024년 1월 25일). “The devil, they say: Amazon's Prime Video offers Satan-positive 'adult cartoon' flipping Bible story”. 《The Washington Times》. 2024년 5월 14일에 확인함.
118. ↑  Grimassi, Raven.Stregheria: La Vecchia Religione 보관됨 2018-10-20 - 웨이백 머신
119. ↑  Leland, Charles.Aradia, Gospel of the Witches-Appendix
120. ↑  “Lilith-The First Eve”. Imbolc. 2002. 2007년 2월 26일에 원본 문서에서 보존된 문서. 2007년 1월 23일에 확인함.
121. ↑  Grenn, Deborah J.History of Lilith Institute 보관됨 2007-01-21 - 웨이백 머신
122. ↑  Hurwitz, Siegmund. “Excerpts from Lilith-The first Eve”. 2007년 7월 4일에 원본 문서에서 보존된 문서. 2007년 7월 30일에 확인함.
123. ↑  “Lilith”. Goddess. 2018년 5월 4일에 원본 문서에서 보존된 문서. 2018년 11월 30일에 확인함.
124. ↑  레이먼드 버클랜드, The Witch Book, Visible Ink Press, 2001년 11월 1일.
125. ↑  Faxneld, Per (2013년 4월 2일). 《Intuitive, Receptive, Dark": Negotiations of Femininity in the Contemporary Satanic and Left-hand Path Milieu》. 《International Journal for the Study of New Religions》 10. 216쪽  – Equinox Publishing Ltd. 경유.
126. ↑  Ruah, Marianna. 《The Temptation of Legitimacy: Lilith's Adoption and Adaption in Contemporary Feminist Spirituality and Their Meanings》. 《Modern Judaism》 39.
127. ↑  Clay, Simon (2024). 《Lilith, a Monster Feminist Icon: Four Genealogies of a Divine Jewish Demon》. University of Pennsylvania Press.
128. ↑  Bailobiginki, Margi. “Lilith and the modern Western world”. 《Theistic Satanism》. 2021년 2월 24일에 원본 문서에서 보존된 문서. 2020년 5월 29일에 확인함.
129. ↑  Moffat, Charles. “The Sumerian legend of Lilith”. 2020년 7월 7일에 원본 문서에서 보존된 문서. 2020년 5월 29일에 확인함.
130. 1 2  Fortune, Dion (1963). 《Psychic Self-Defence》. Weiser Books. 126–128쪽. ISBN 9781609254643.
131. ↑  "The Bible of the Adversary", Succubus Productions Publishing, ISBN 9781387323197
132. ↑  "Infernal Union - Sinister Initiation and Satanic Psalms", Succubus Productions Publishing, ISBN 9781304971128

## 참고 문헌
- Blair, Judit M. (2009). 《De-demonising the Old Testament: An investigation of Azazel, Lilith, Deber, Qeteb and Reshef in the Hebrew Bible》. Mohr Siebeck. ISBN 978-3-16-150131-9.
- Hurwitz, Siegmund (1980). 《Lilith, die erste Eva: eine Studie über dunkle Aspekte des Weiblichen》 [Lilith, the First Eve: Historical and Psychological Aspects of the Dark Feminine]. Zürich: Daimon Verlag. ISBN 3-85630-545-9.
- Müller-Kessler, C. (2002). 〈Charm Against Demons of Time〉. 《Mining the Archives. Festschrift Christopher Walker on the Occasion of his 60th Birthday》. Dresden. ISBN 9783980846608.
- Patai, Raphael (1990). 〈Lilith〉. 《히브리 여신》. Raphael Patai Series in Jewish Folklore and Anthropology 3 Enlarg판. 디트로이트: 웨인 주립 대학교 출판부. 221–251쪽. ISBN 978-0-8143-2271-0.
- Schwartz, Howard (1988). 《Lilith's Cave: Jewish tales of the supernatural》. San Francisco: Harper & Row. ISBN 0-06-250779-6.